# Valinhos (Fátima)

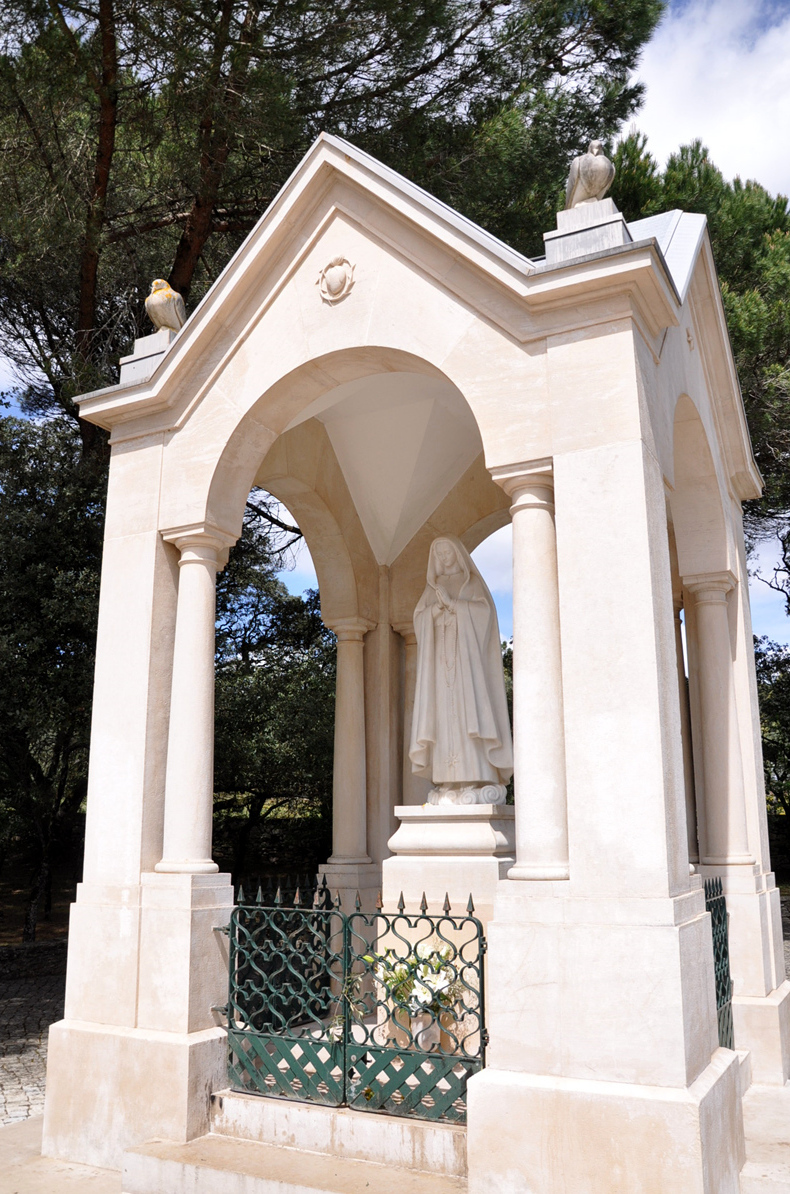
Monumento evocativo da 4.ª aparição da Virgem Maria aos três pastorinhos no dia 19 de agosto de 1917 nos Valinhos.

Valinhos é um lugar da freguesia de Fátima, situado no concelho de Ourém, na Beira Litoral, região do Centro e sub-região do Médio Tejo, em Portugal. É também um reconhecido destino de turismo religioso, sobretudo devido às aparições do Anjo da Paz aos três pastorinhos de Fátima.
No dia 12 de Agosto de 1956 , foi inaugurado um monumento comemorativo da Aparição:um nicho,onde se encontra a imagem de nossa senhora de Fátima.

## História
Os Valinhos correspondem aos terrenos que os três pastorinhos de Fátima percorriam desde suas casas em Aljustrel até à Cova da Iria para o pastoreio dos seus rebanhos. Foi neste lugar que ocorreram duas das aparições do Anjo de Portugal (ou Anjo da Paz) no ano de 1916 (e onde as crianças aprenderam, inclusive, as Orações do Anjo), e uma aparição da Virgem Maria no dia 19 de agosto de 1917.
Na atualidade, os Valinhos são visitados por milhares de peregrinos portugueses e estrangeiros que neles efetuam o percurso da Via-Sacra até ao Calvário Húngaro, visitam a Capela de Santo Estêvão da Hungria e dali seguem para visitar a Casa de Lúcia e a Casa de Francisco e Jacinta Marto na aldeia de Aljustrel.
Nos Valinhos, as esculturas do Anjo de Portugal e das várias estações da Via-Sacra são todas da autoria de Maria Amélia Carvalheira da Silva.

## Locais dos Valinhos

### Caminho dos Pastorinhos

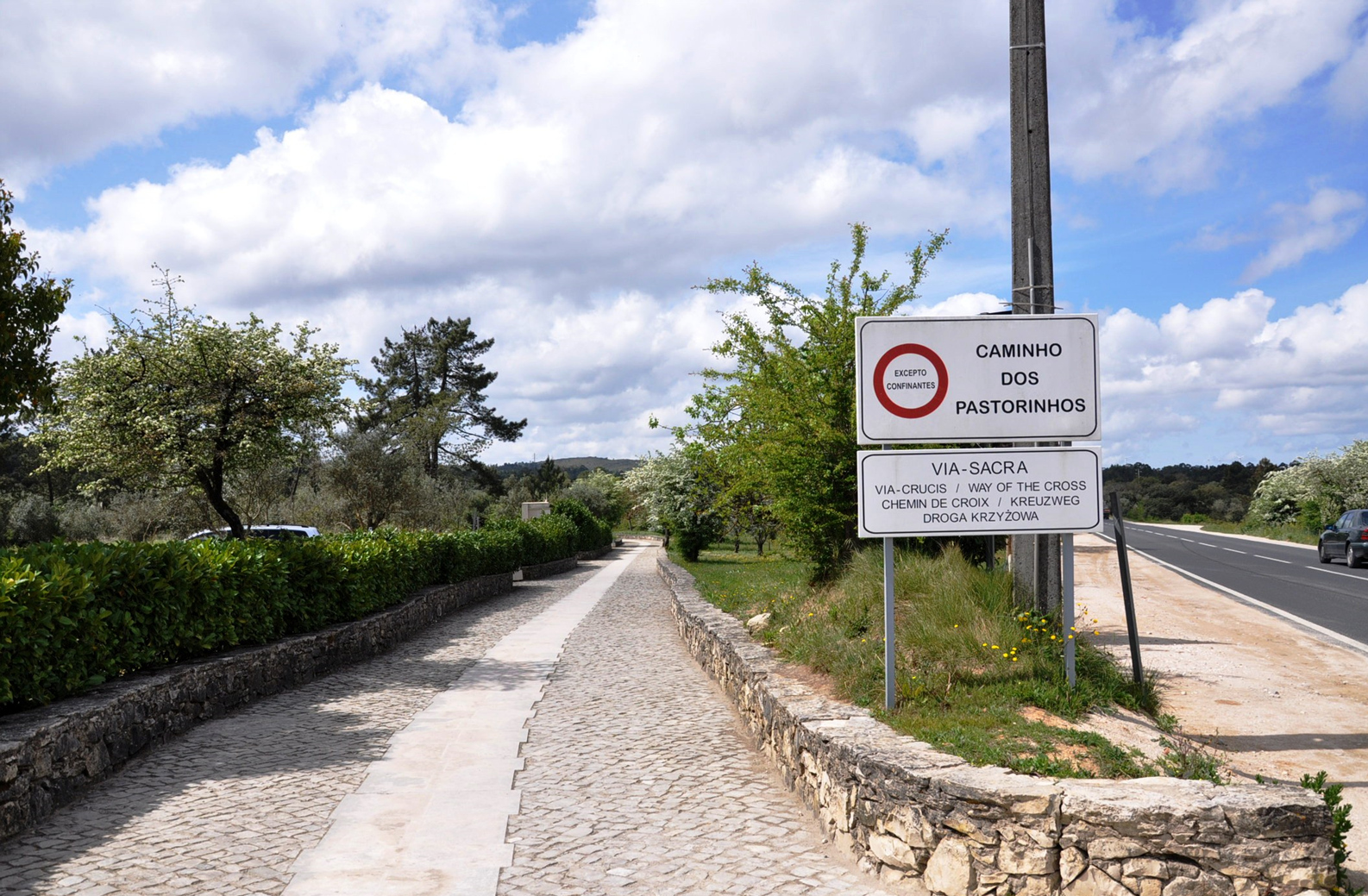
Início do Caminho junto à Rotunda dos Pastorinhos
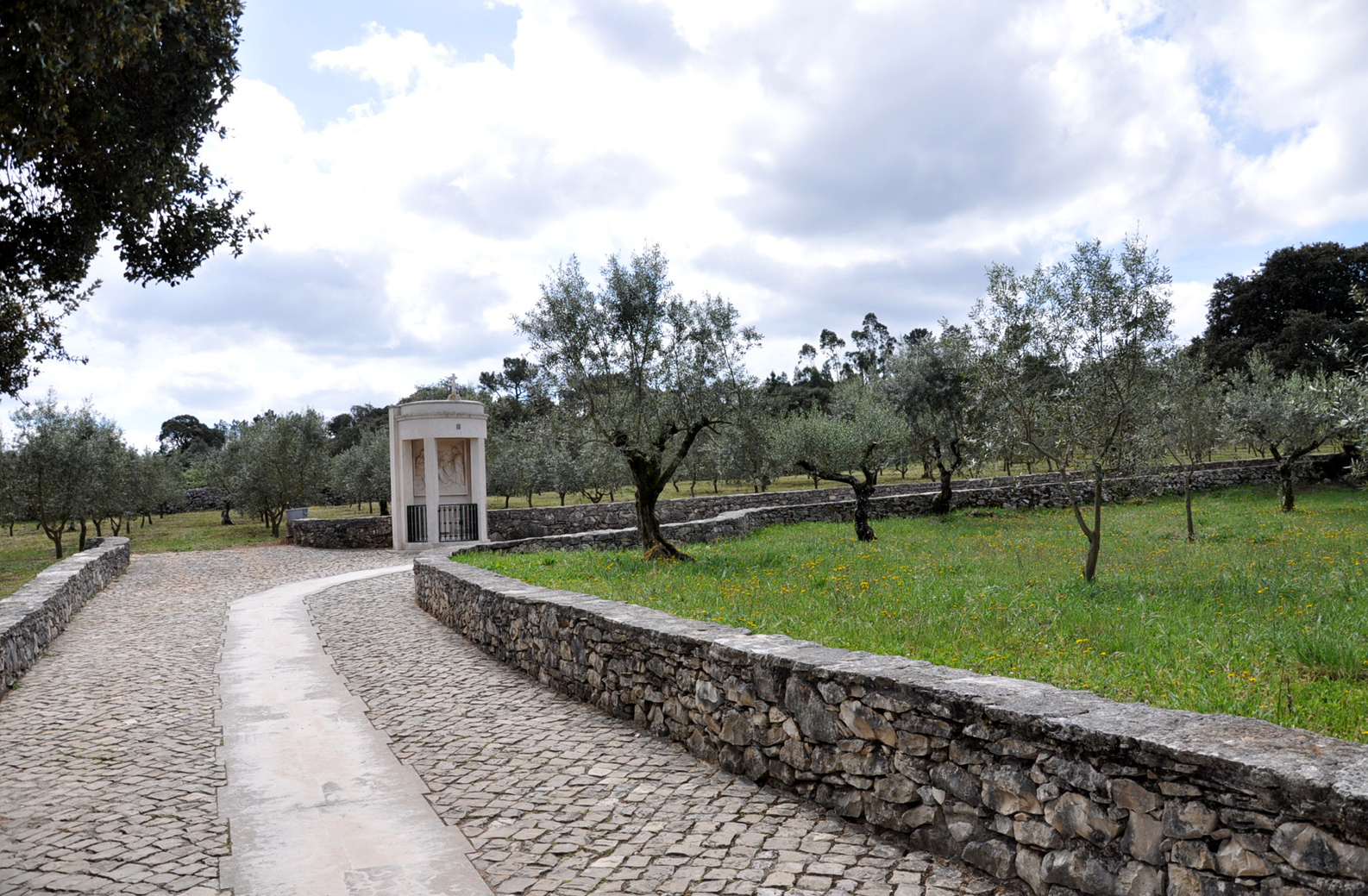
Percurso do Caminho dos Pastorinhos com as Estações da Via Sacra
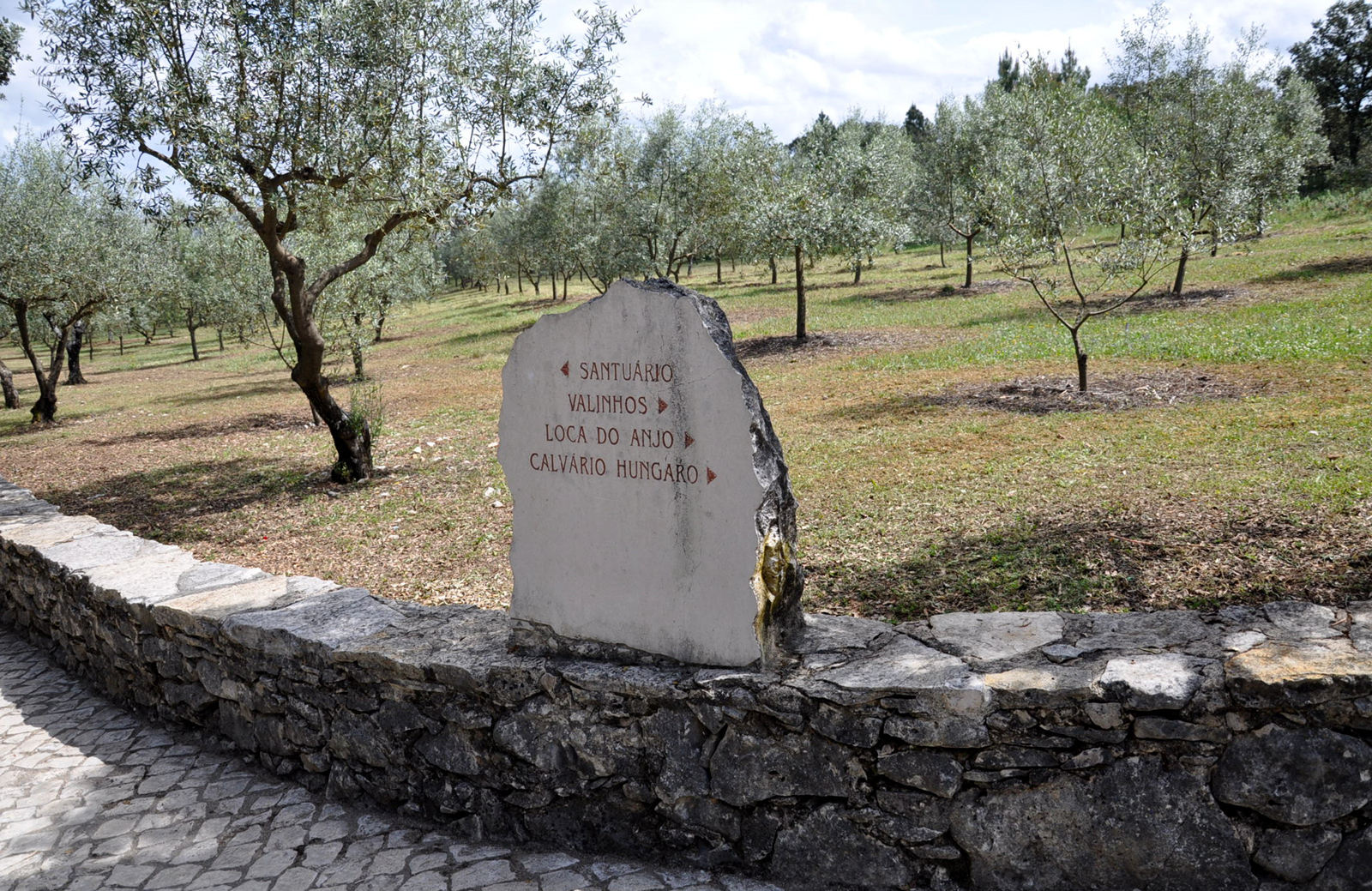
Pontos de referência no Caminho dos Pastorinhos
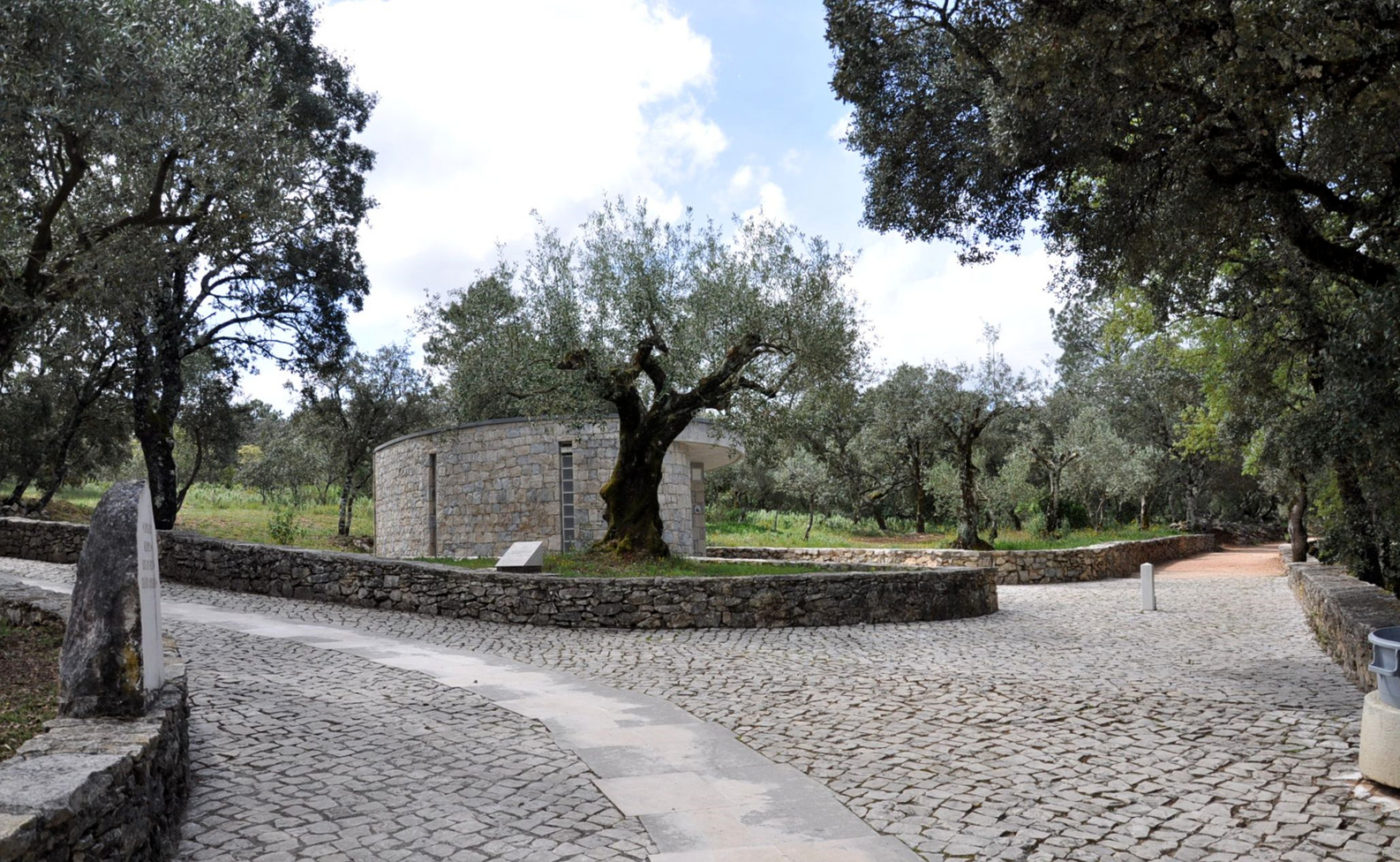
Casas de banho públicas no percurso do Caminho dos Pastorinhos
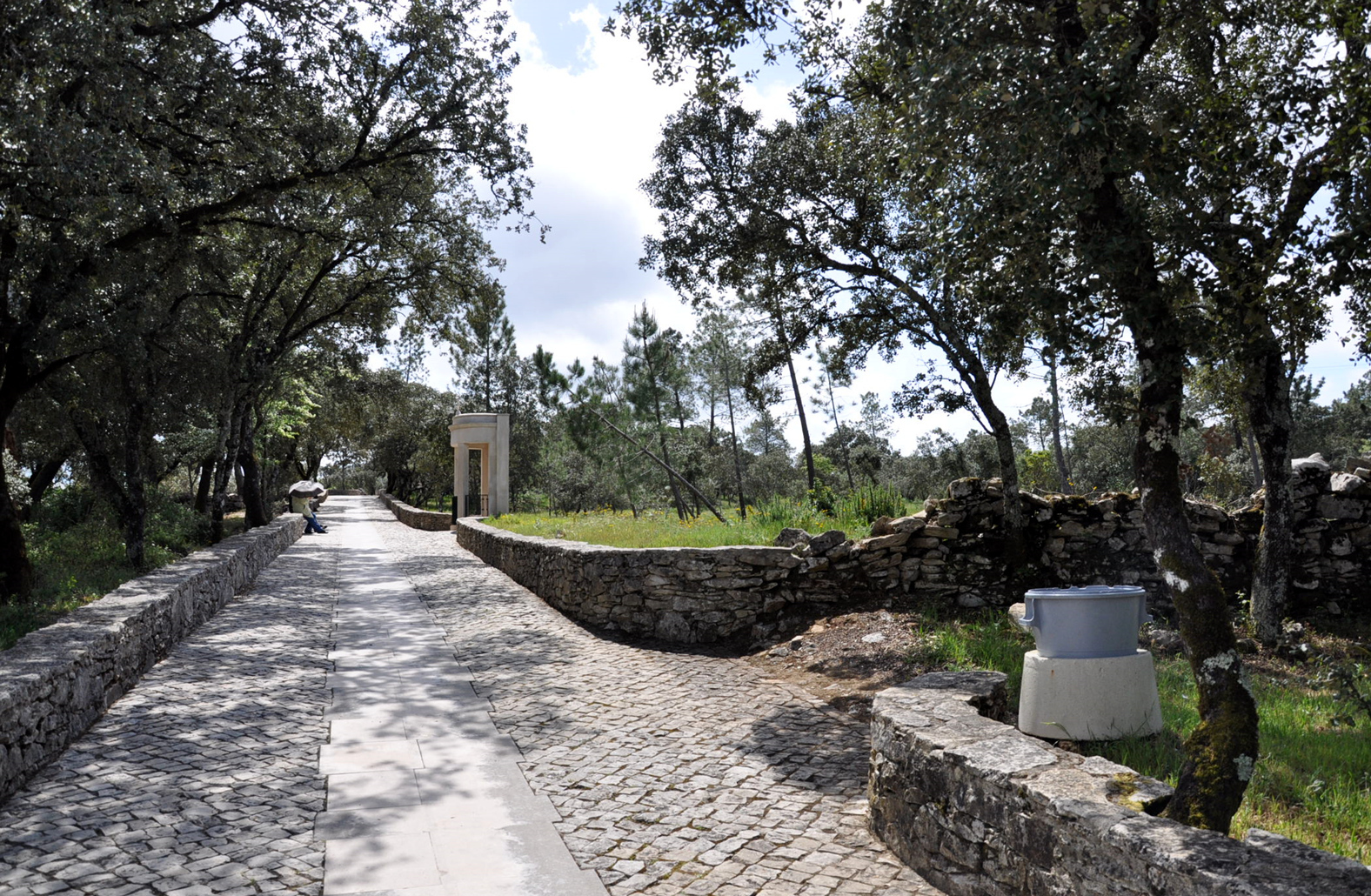
Percurso do Caminho dos Pastorinhos com as Estações da Via Sacra
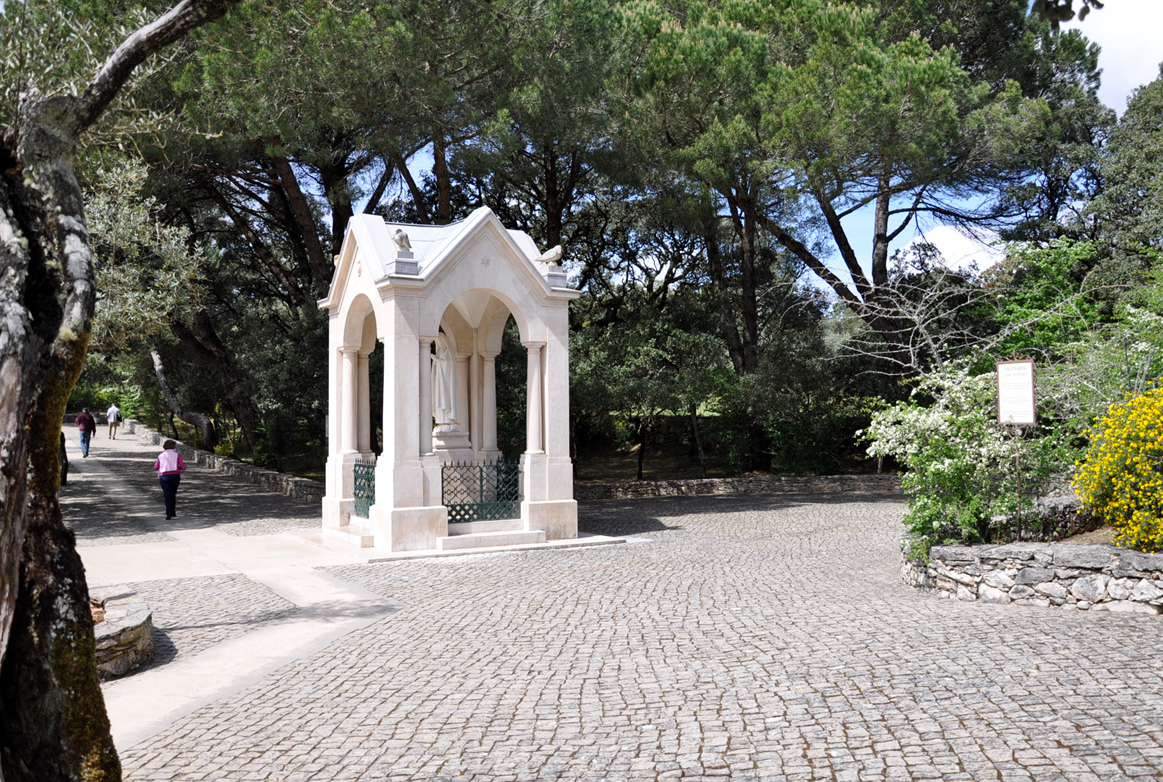
Monumento a Nossa Senhora no percurso do Caminho dos Pastorinhos

### Estações da Via Sacra

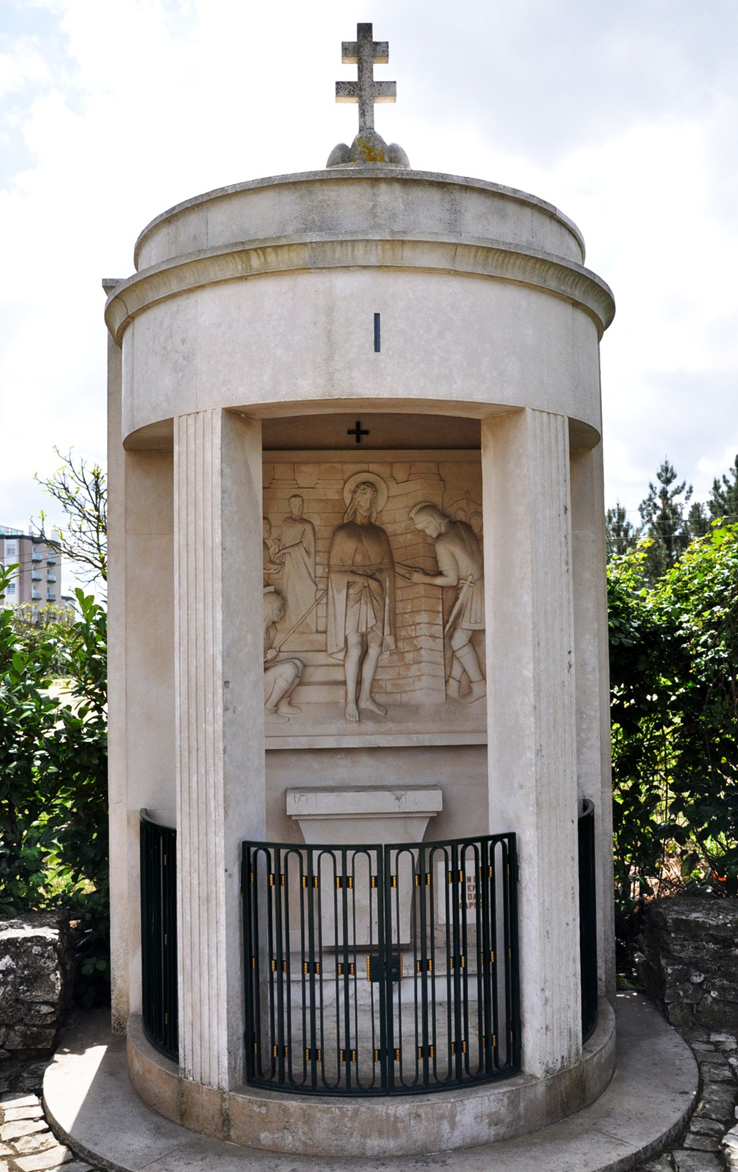
Via Sacra I Jesus é condenado à morte
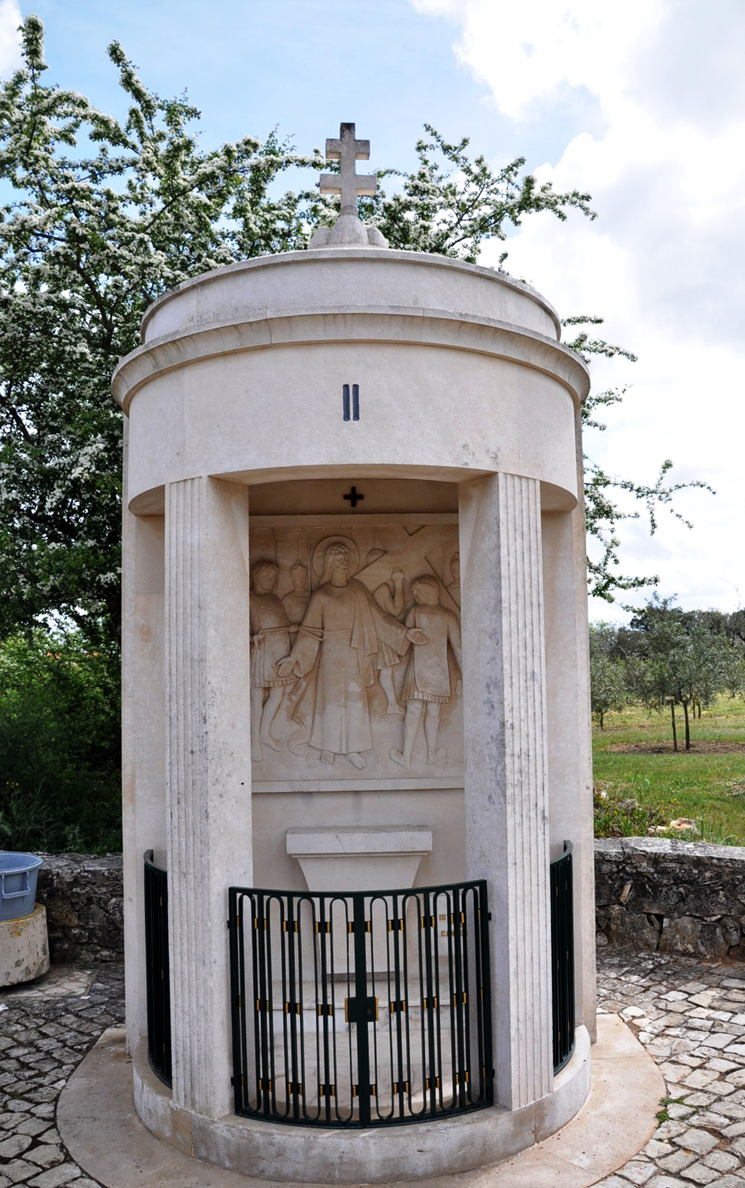
Via Sacra II Jesus carrega a cruz às costas
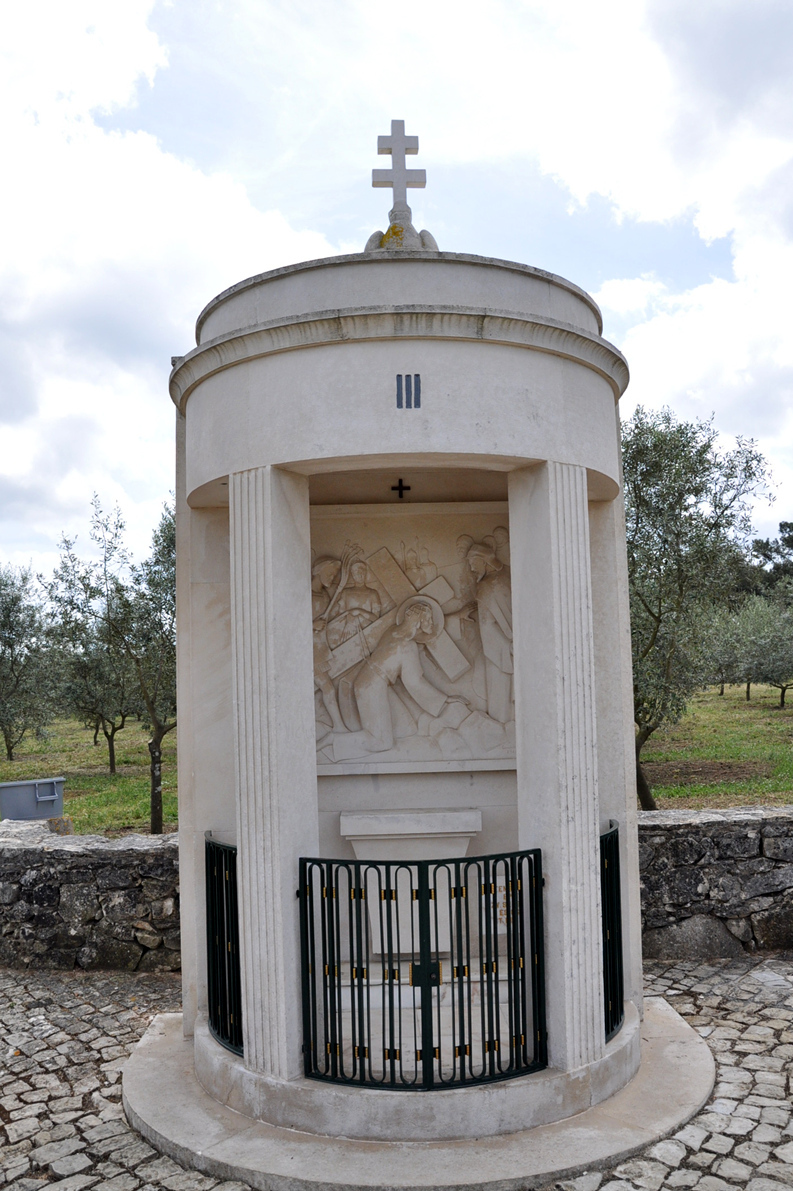
Via Sacra III Jesus cai pela primeira vez
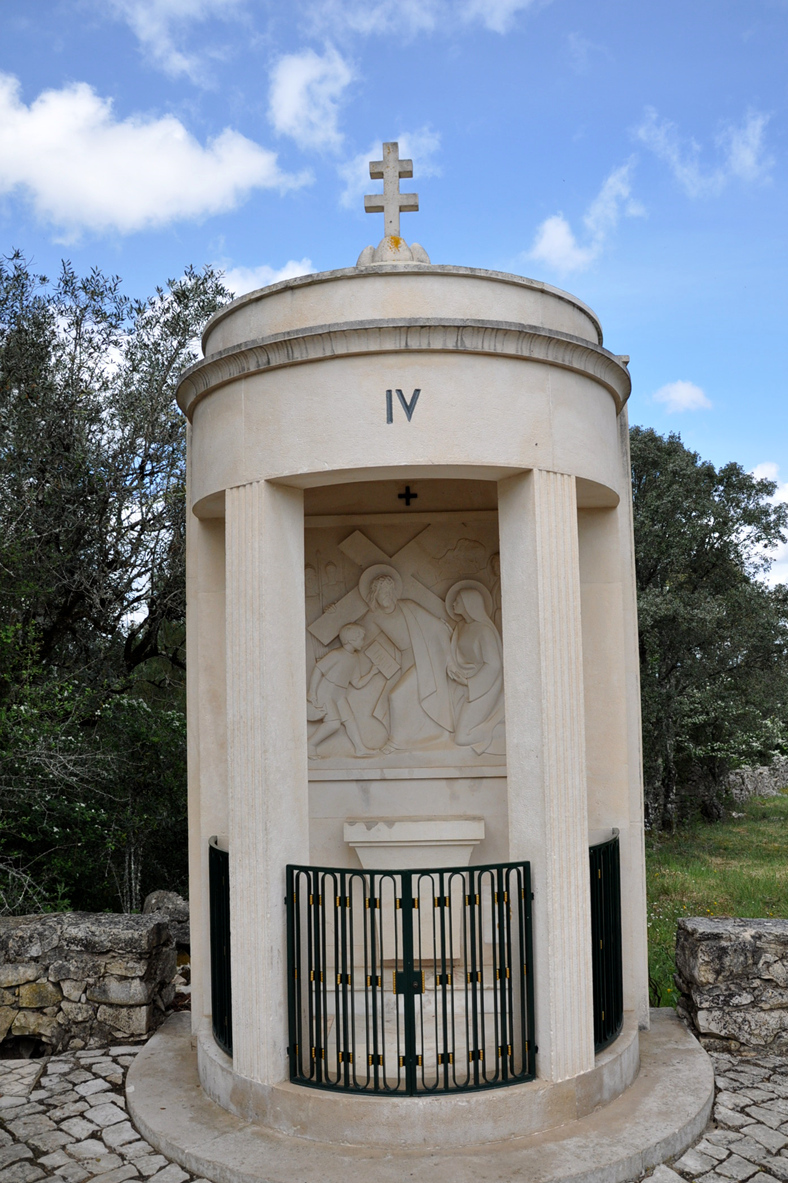
Via Sacra IV Jesus encontra a Sua Mãe
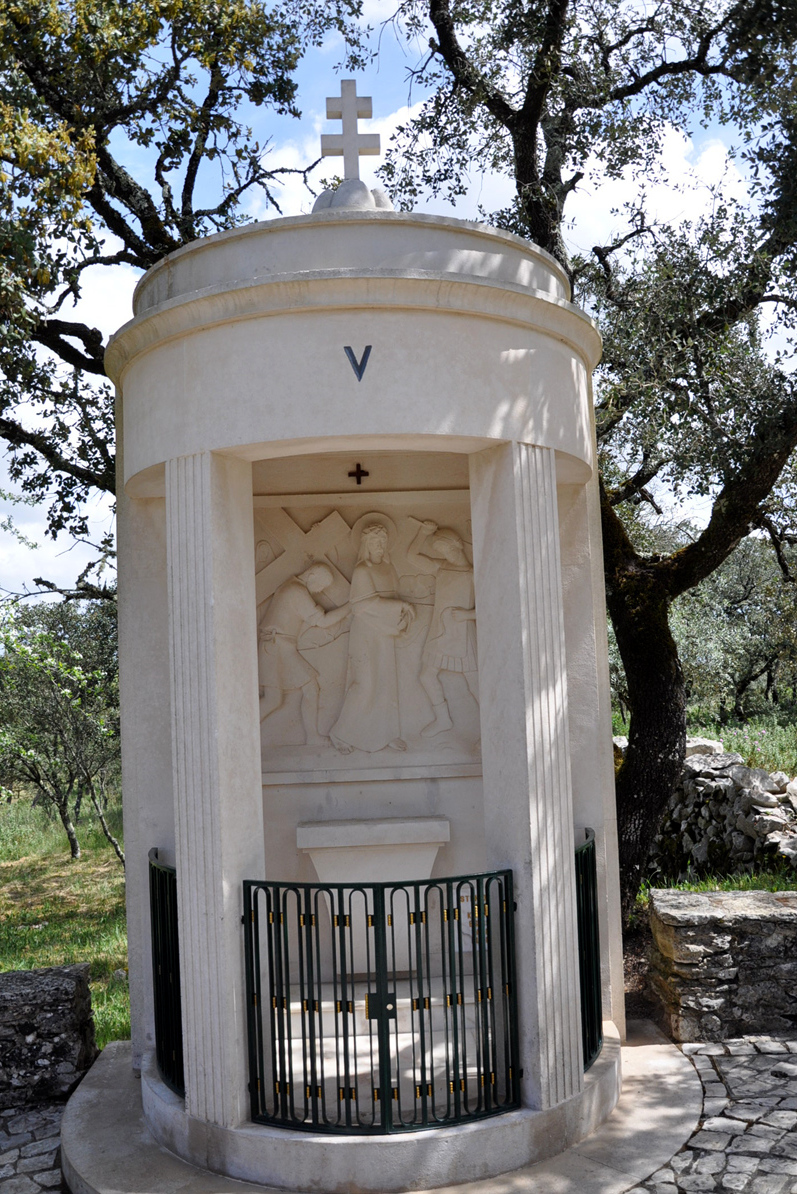
Via Sacra V Simão de Cirene ajuda Jesus
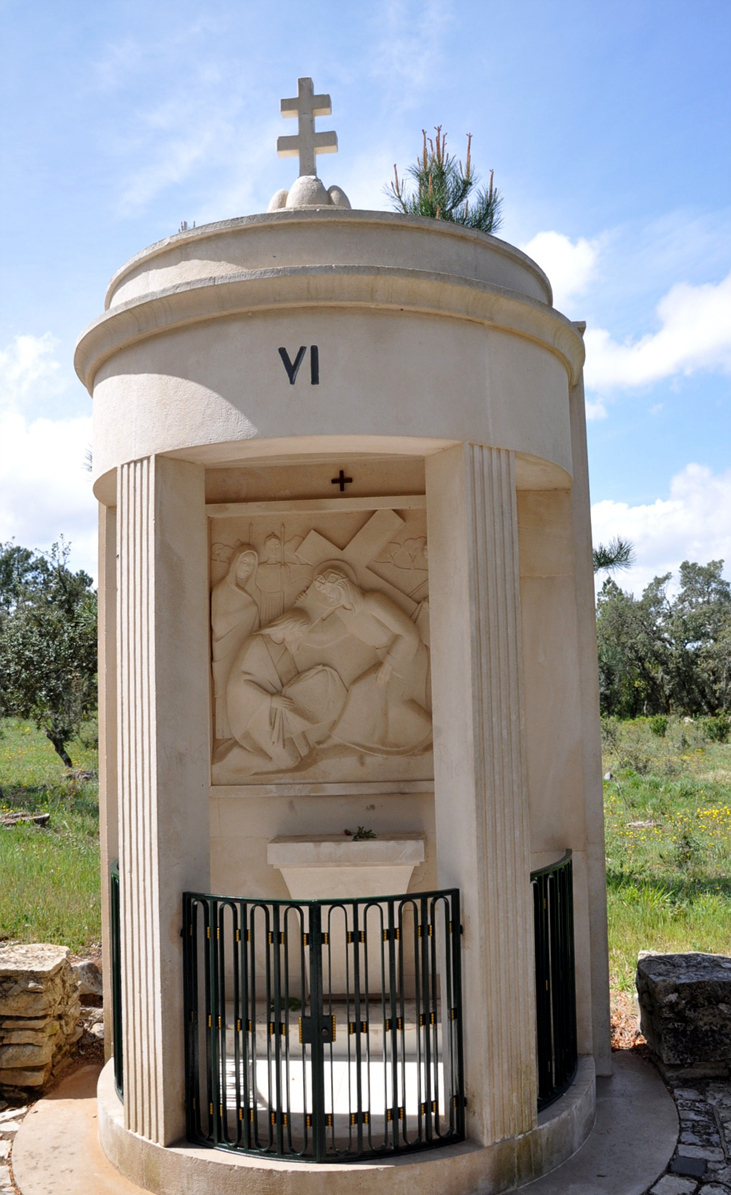
Via Sacra VI Verónica limpa a face de Jesus
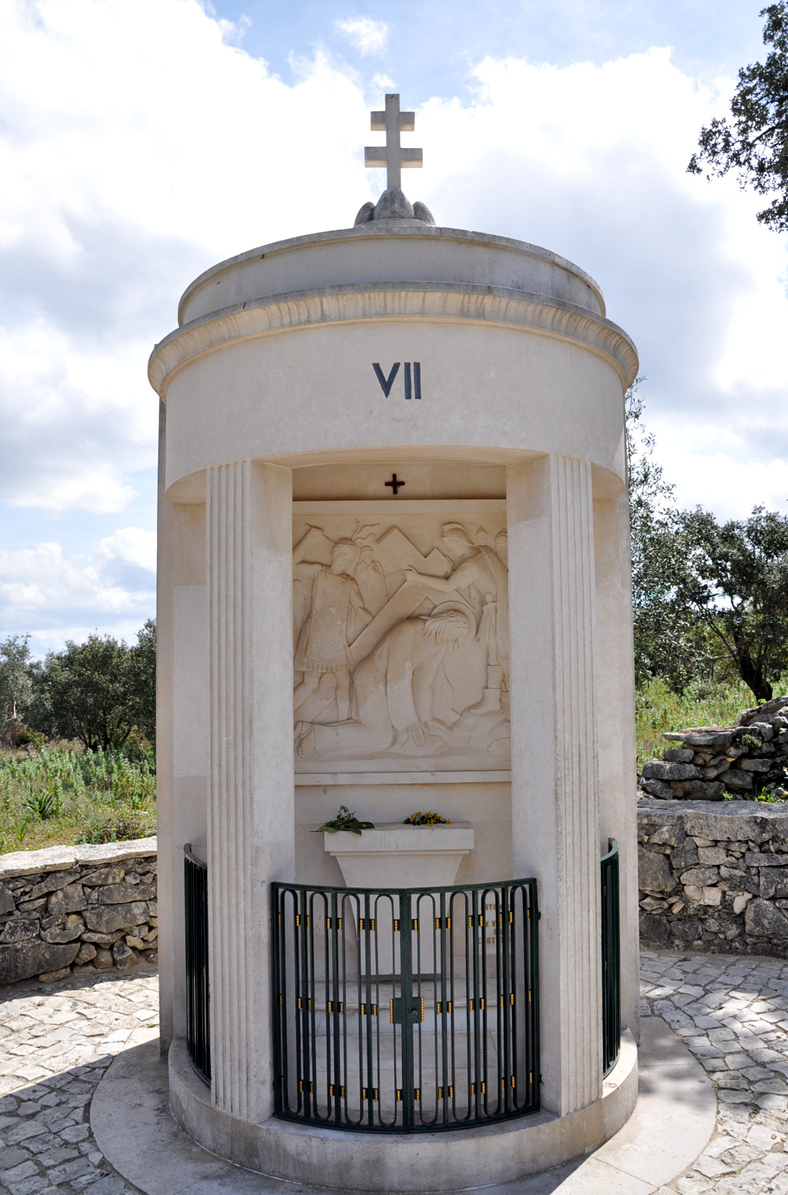
Via Sacra VII Jesus cai pela segunda vez
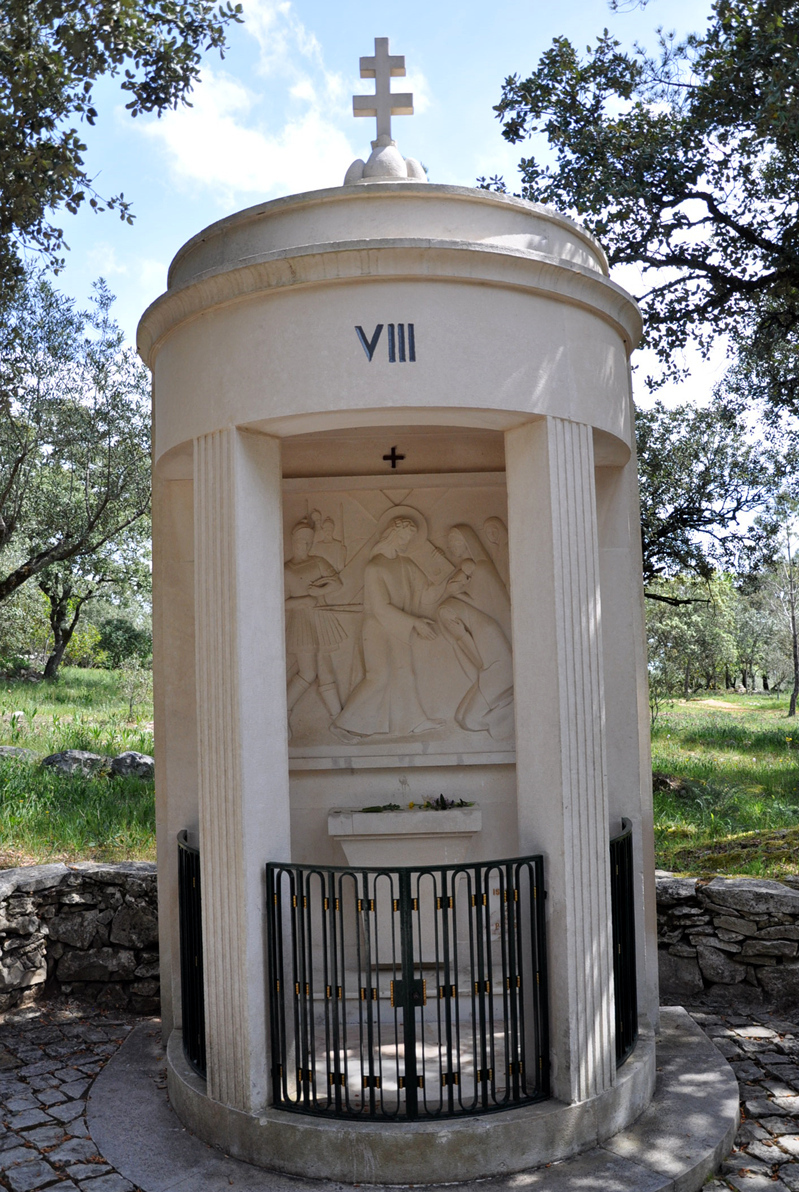
Via Sacra VIII Jesus encontra as mulheres de Jerusalém
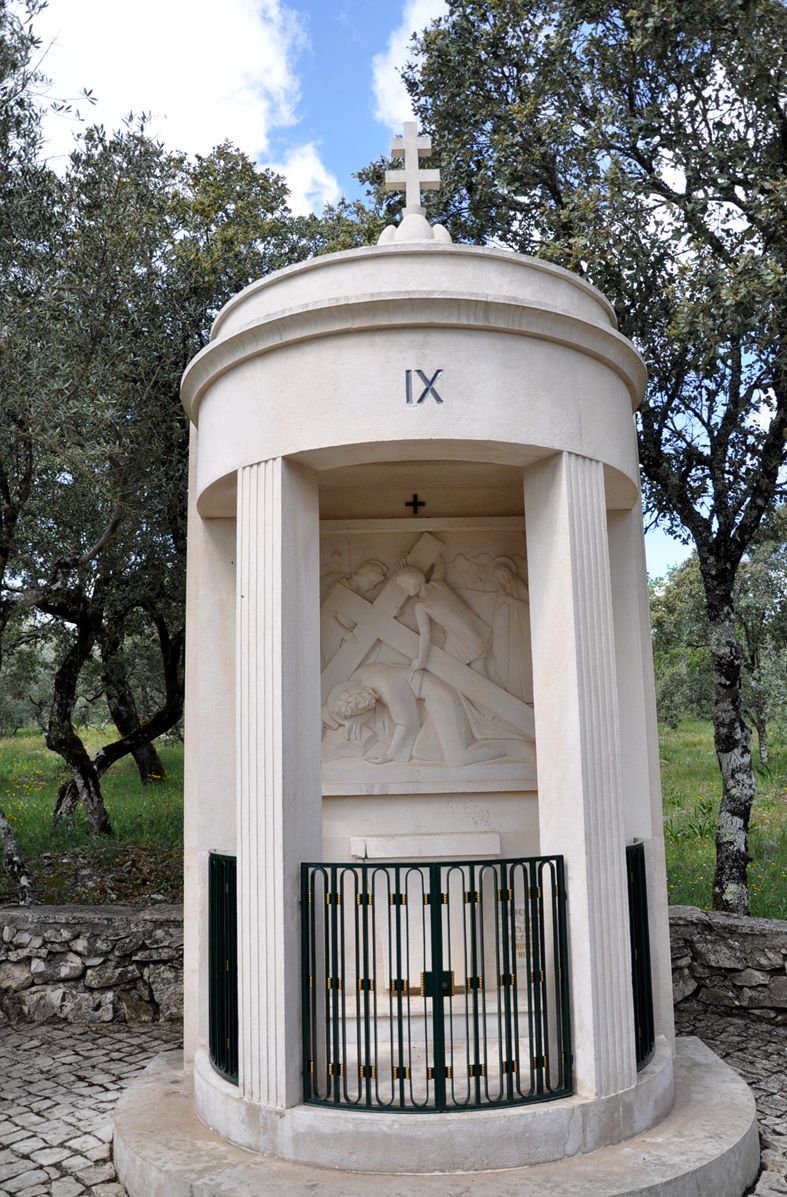
Via Sacra IX Jesus cai pela terceira vez
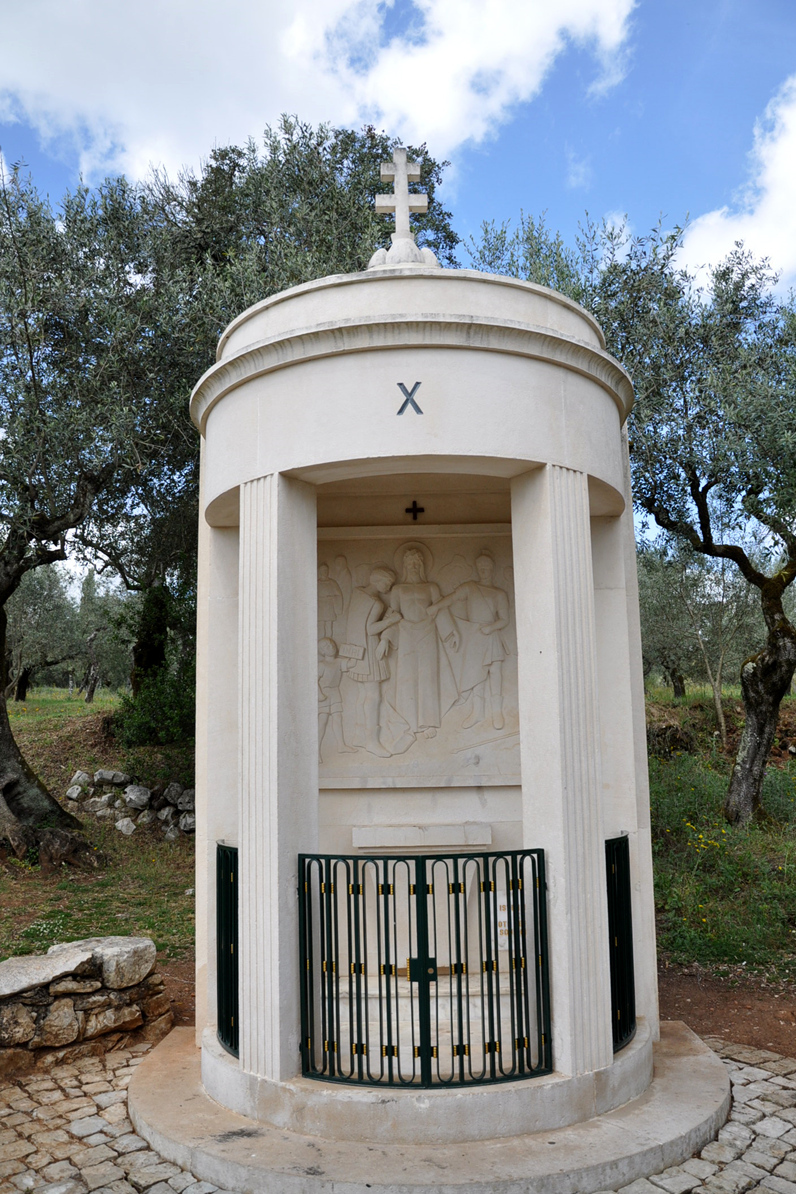
Via Sacra X Jesus é despojado de Suas vestes
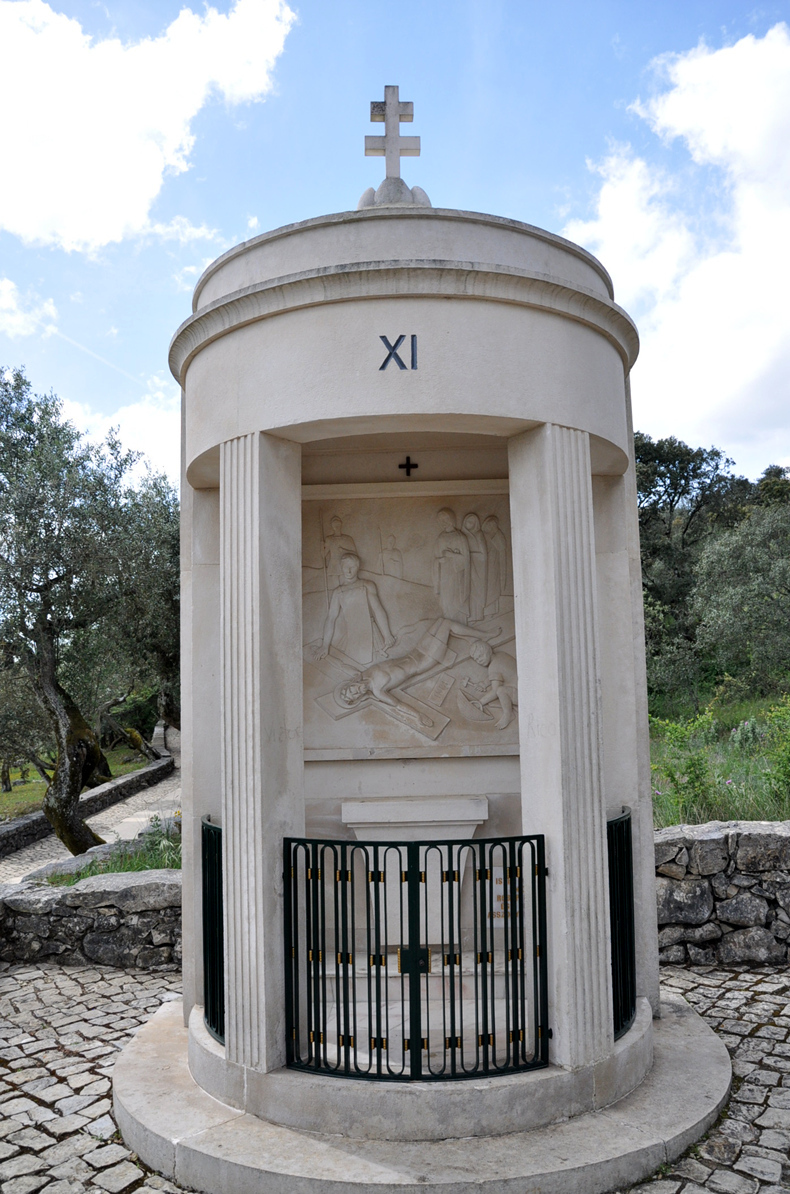
Via Sacra XI Jesus é pregado na cruz
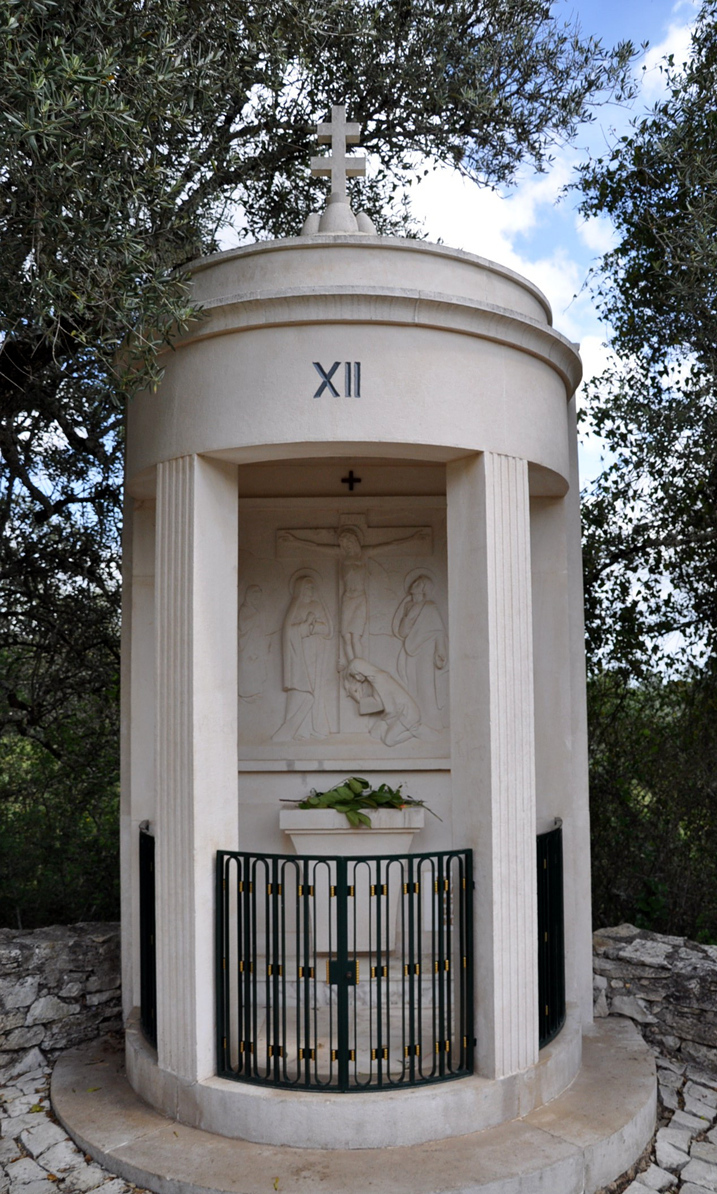
Via Sacra XII Jesus morre na cruz
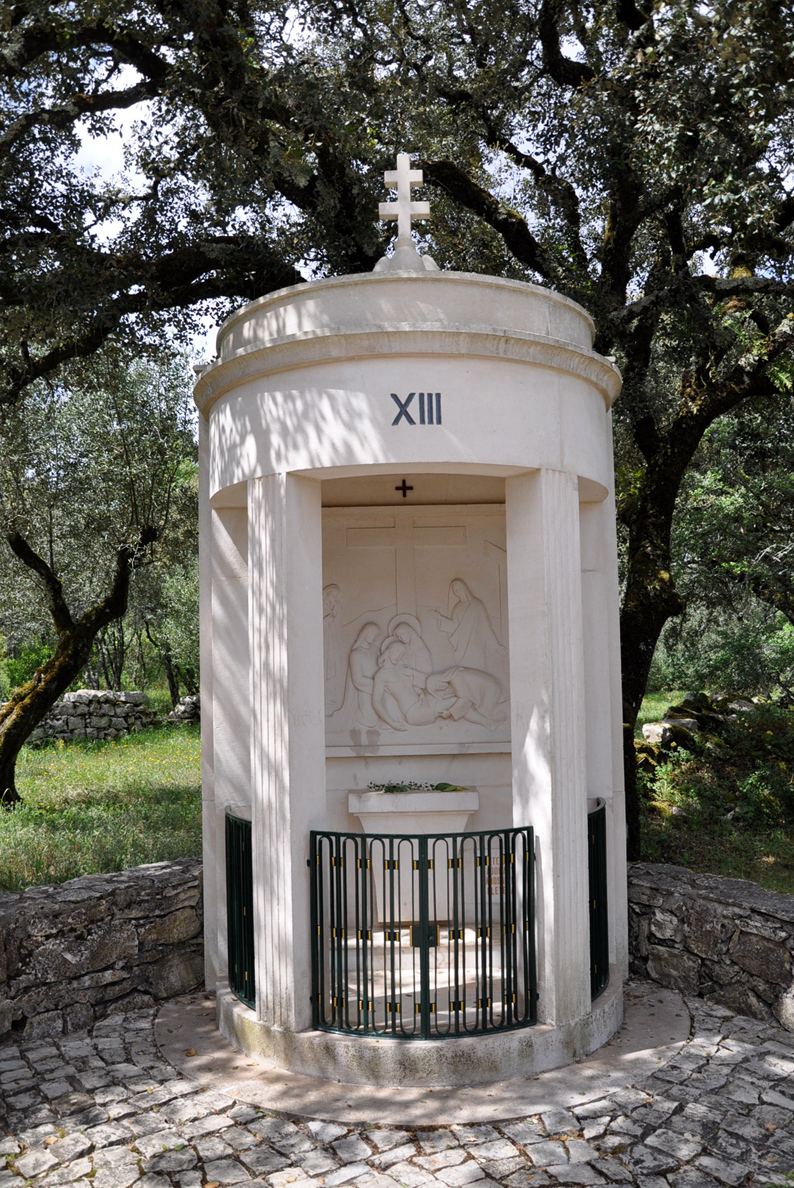
Via Sacra XIII Jesus é descido da cruz
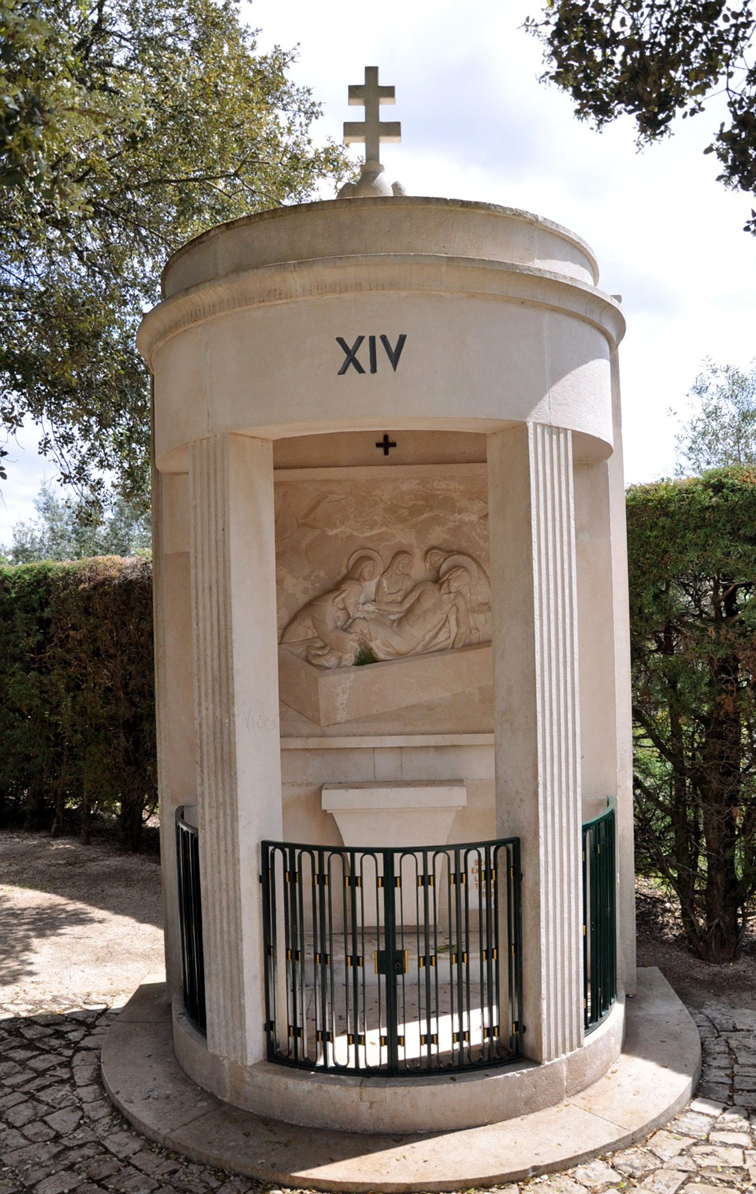
Via Sacra XIV Jesus é sepultado
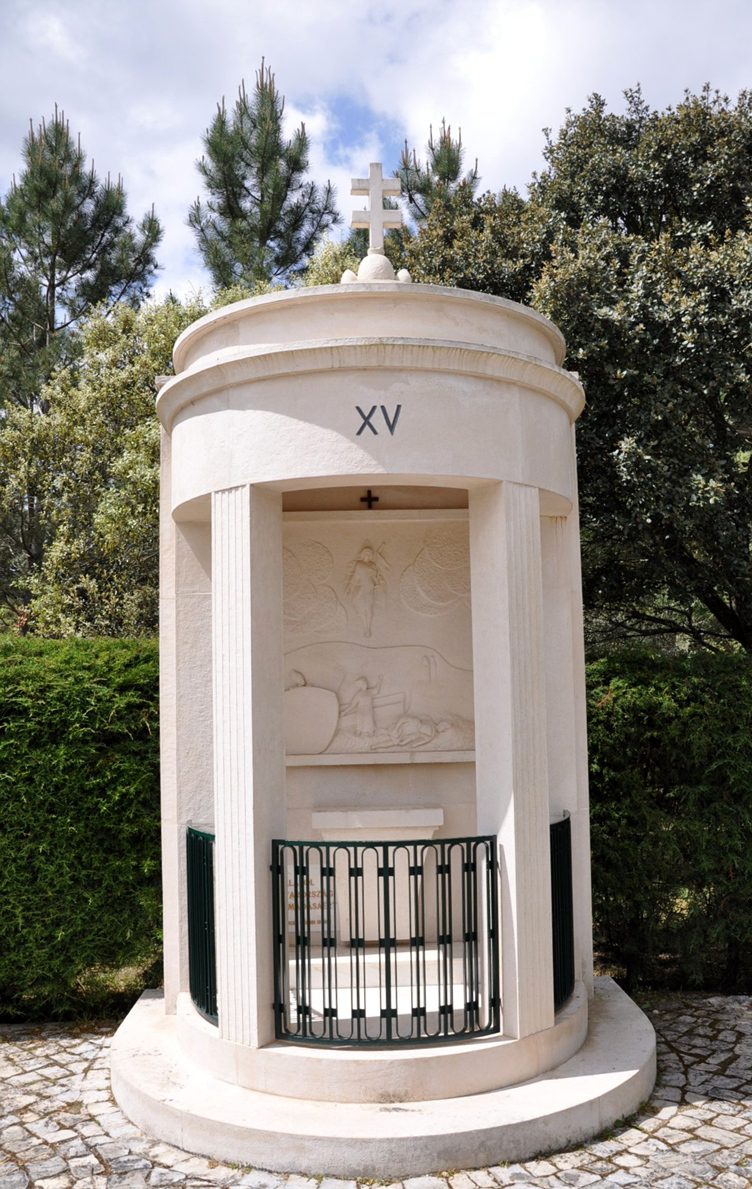
Via Sacra XV A ressurreição de Jesus

### Calvário Húngaro

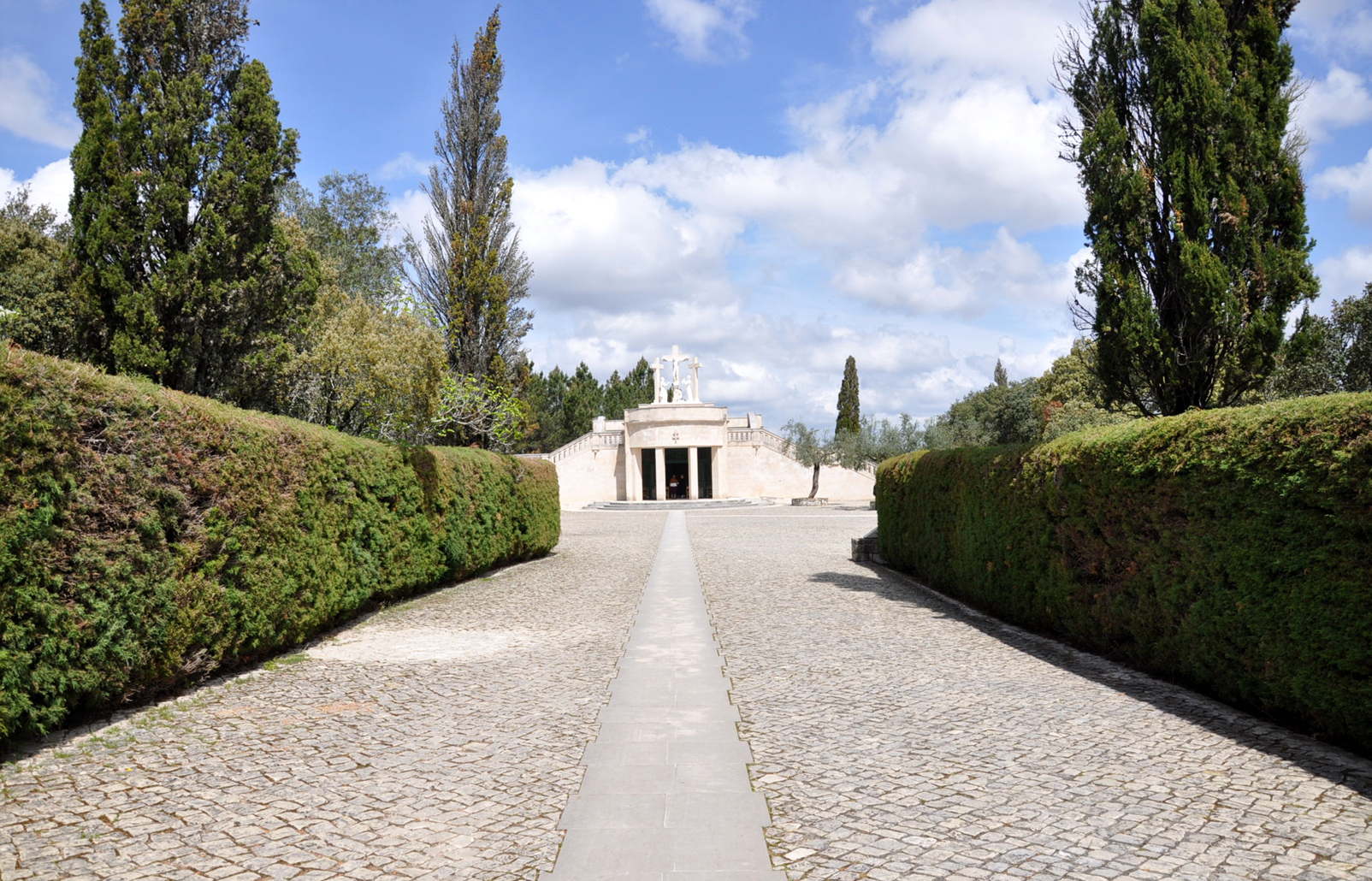
Panorama da Capela de Santo Estevão e do Calvário Húngaro
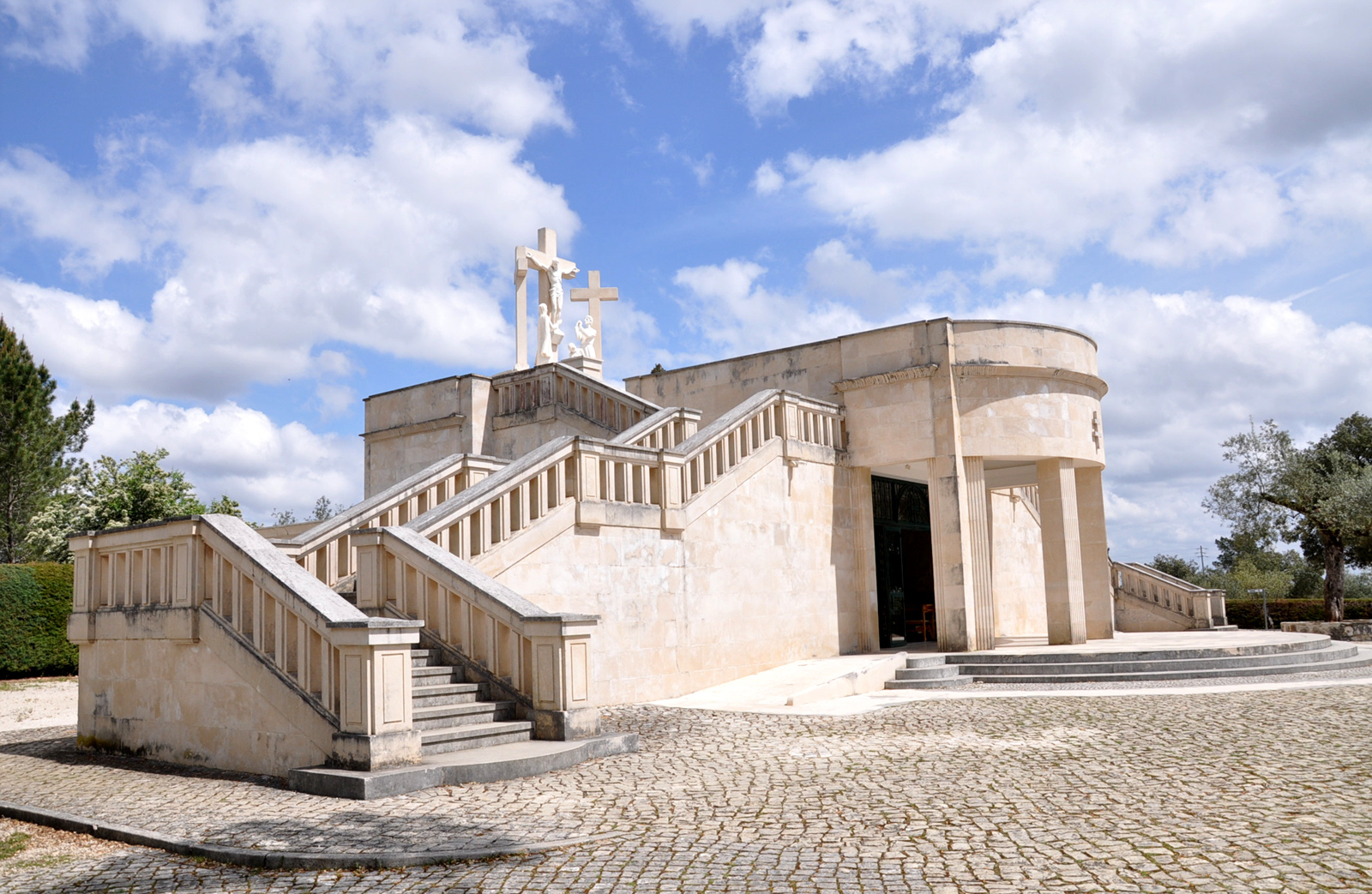
Capela de Santo Estevão e o Calvário Húngaro
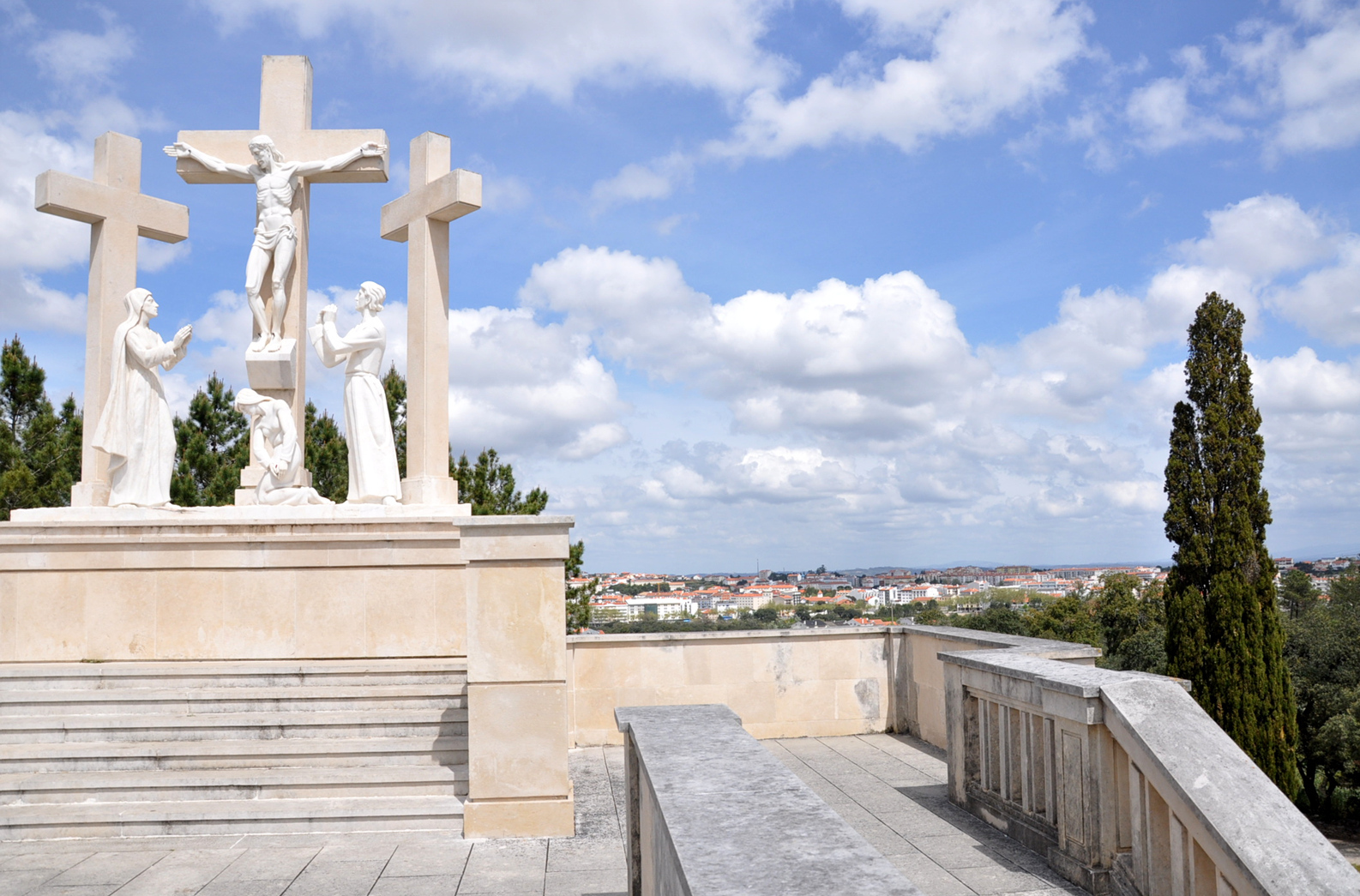
Calvário Húngaro e vista sobre a cidade de Fátima
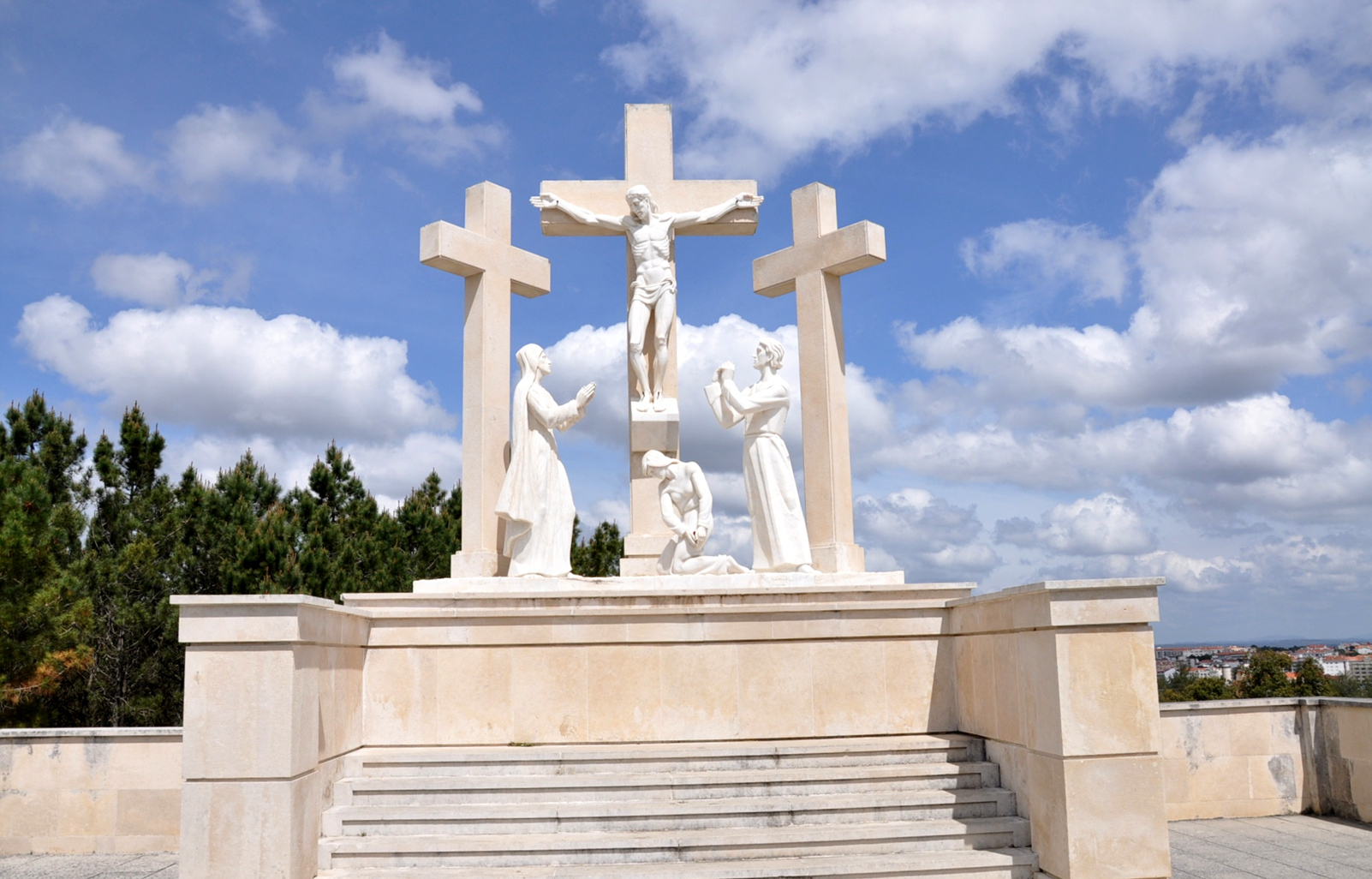
Calvário Húngaro
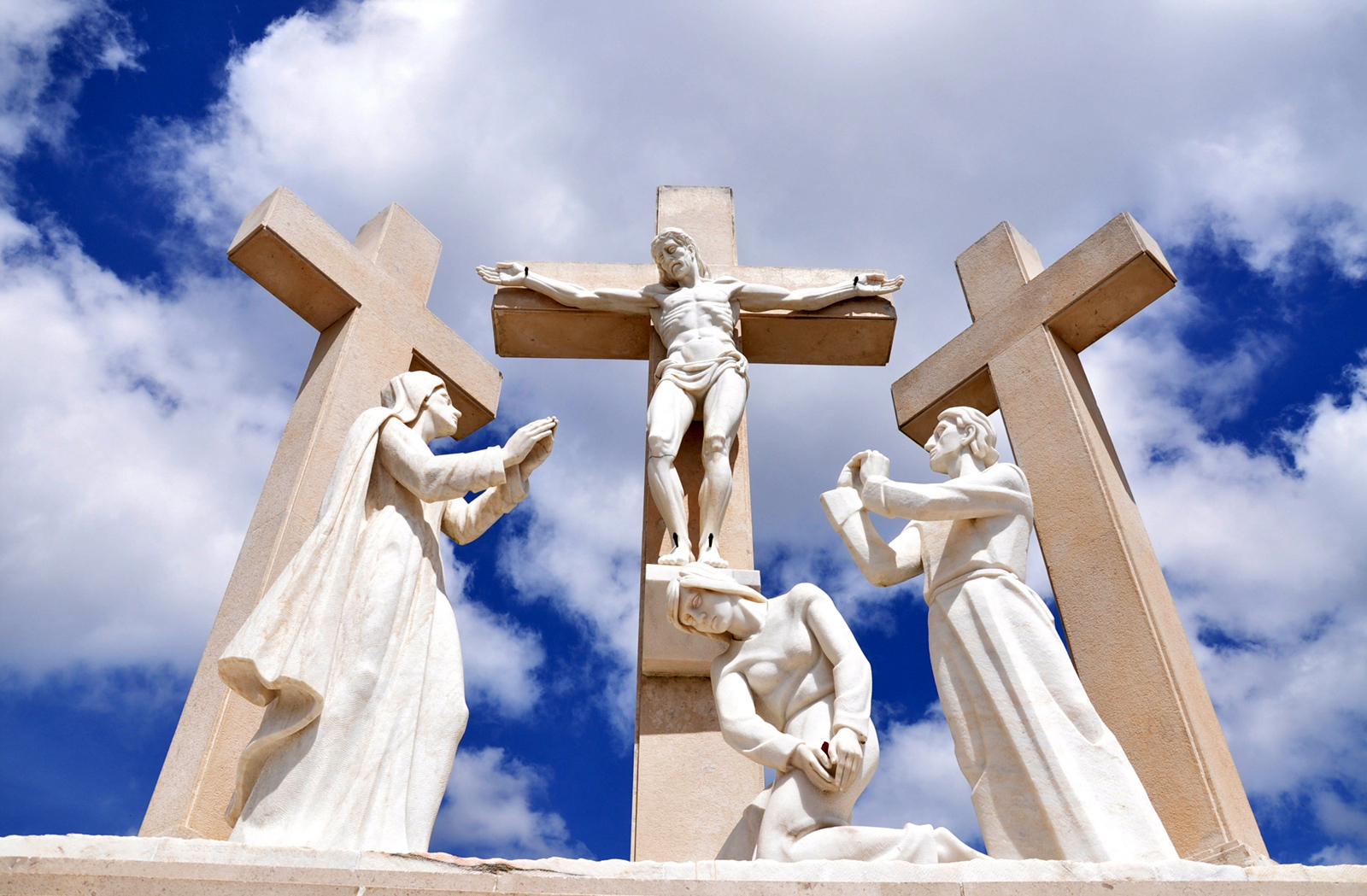
Pormenor das esculturas do Calvário Húngaro
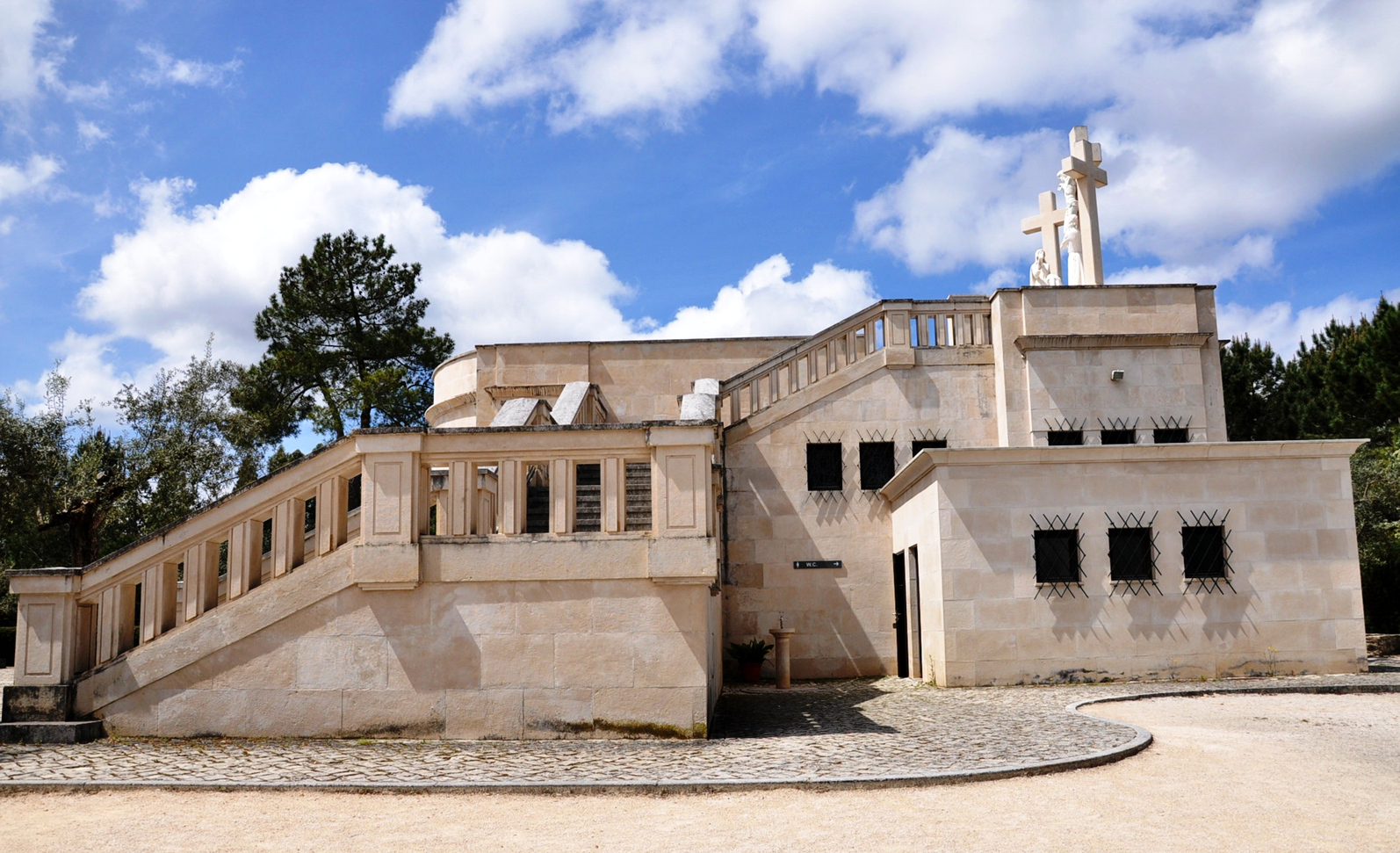
Vista lateral da Capela de Santo Estevão e do Calvário Húngaro

### Capela de Santo Estevão

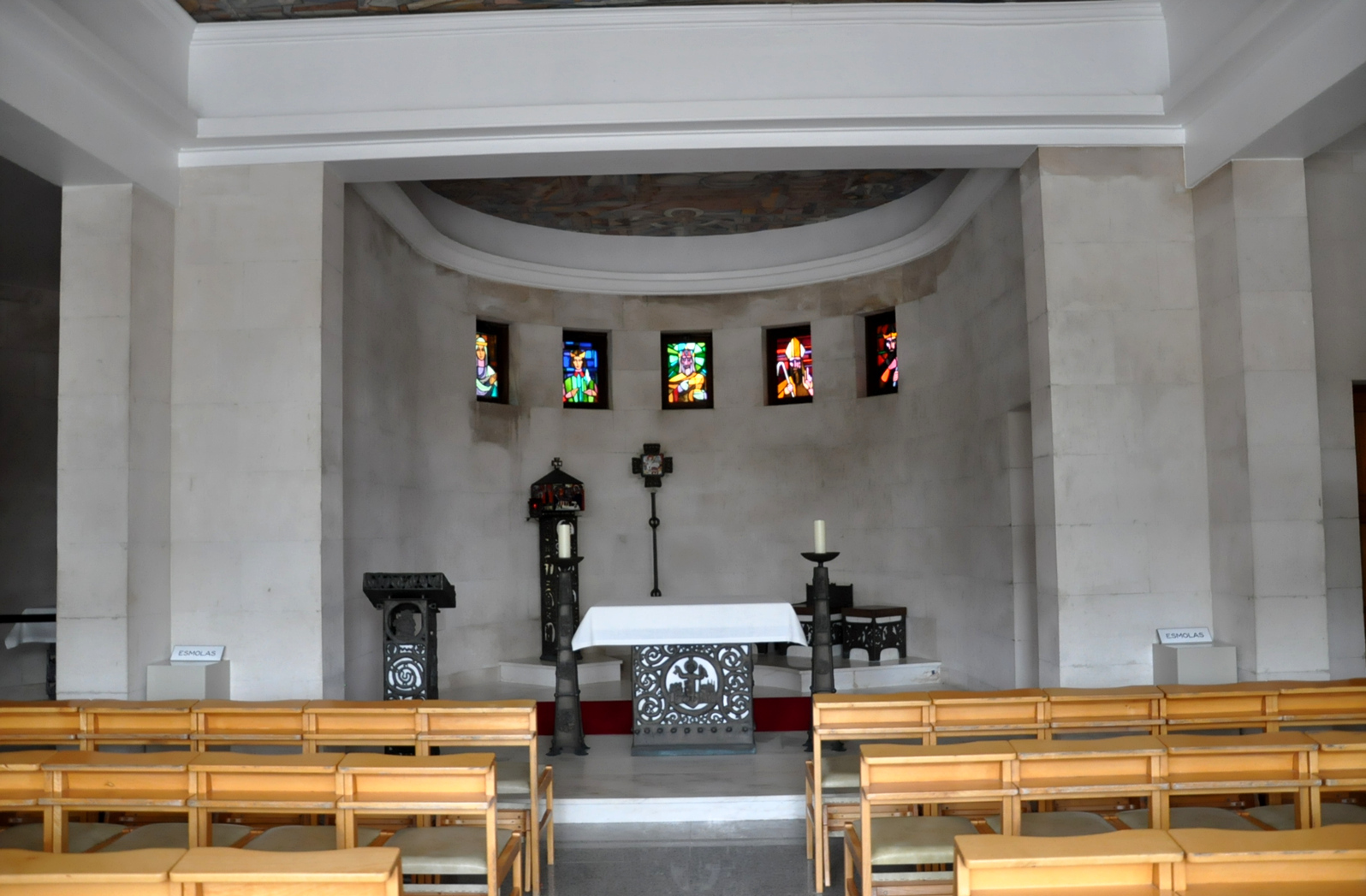
Interior da Capela de Santo Estevão
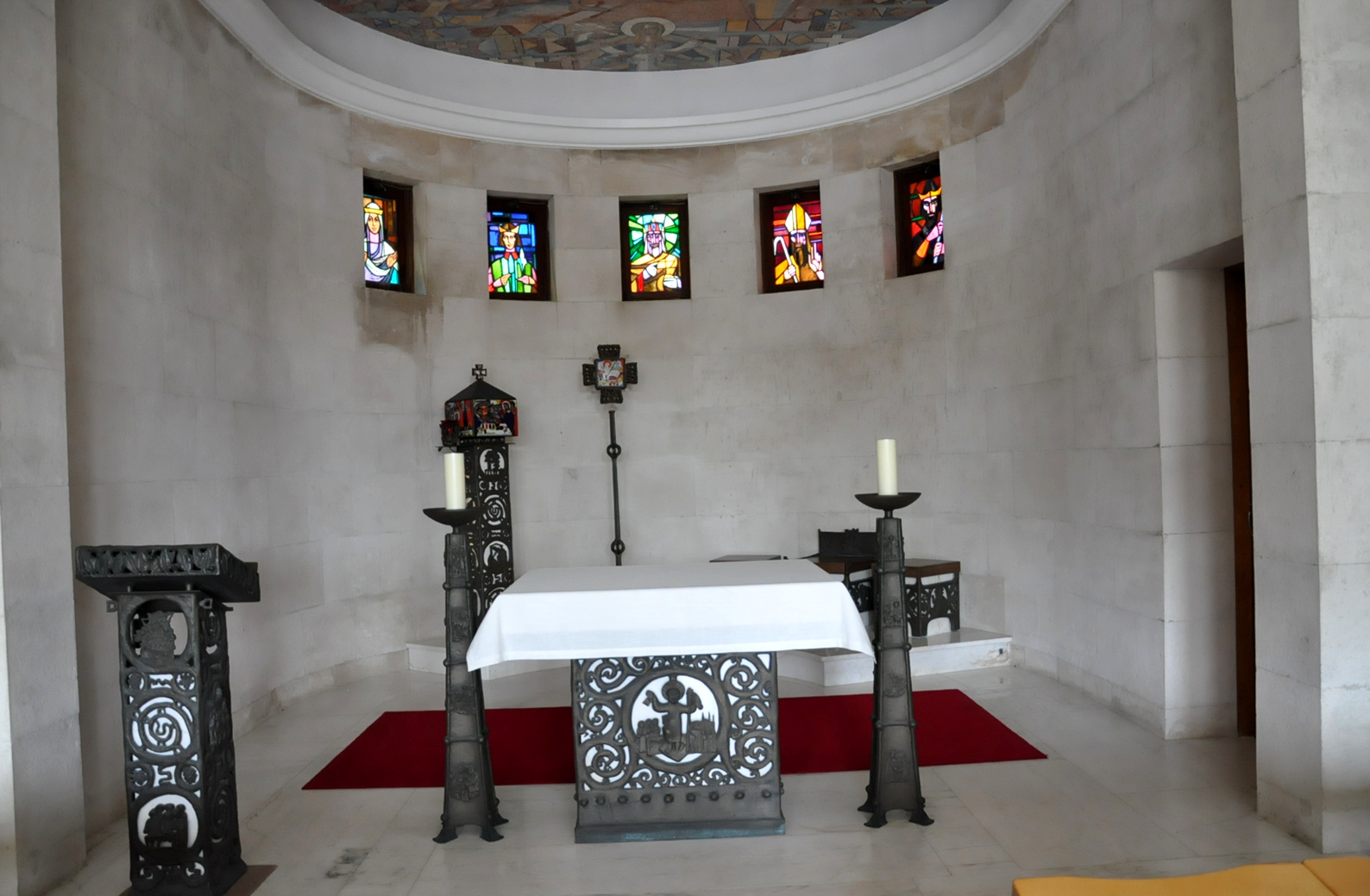
Pormenor do altar da Capela de Santo Estevão
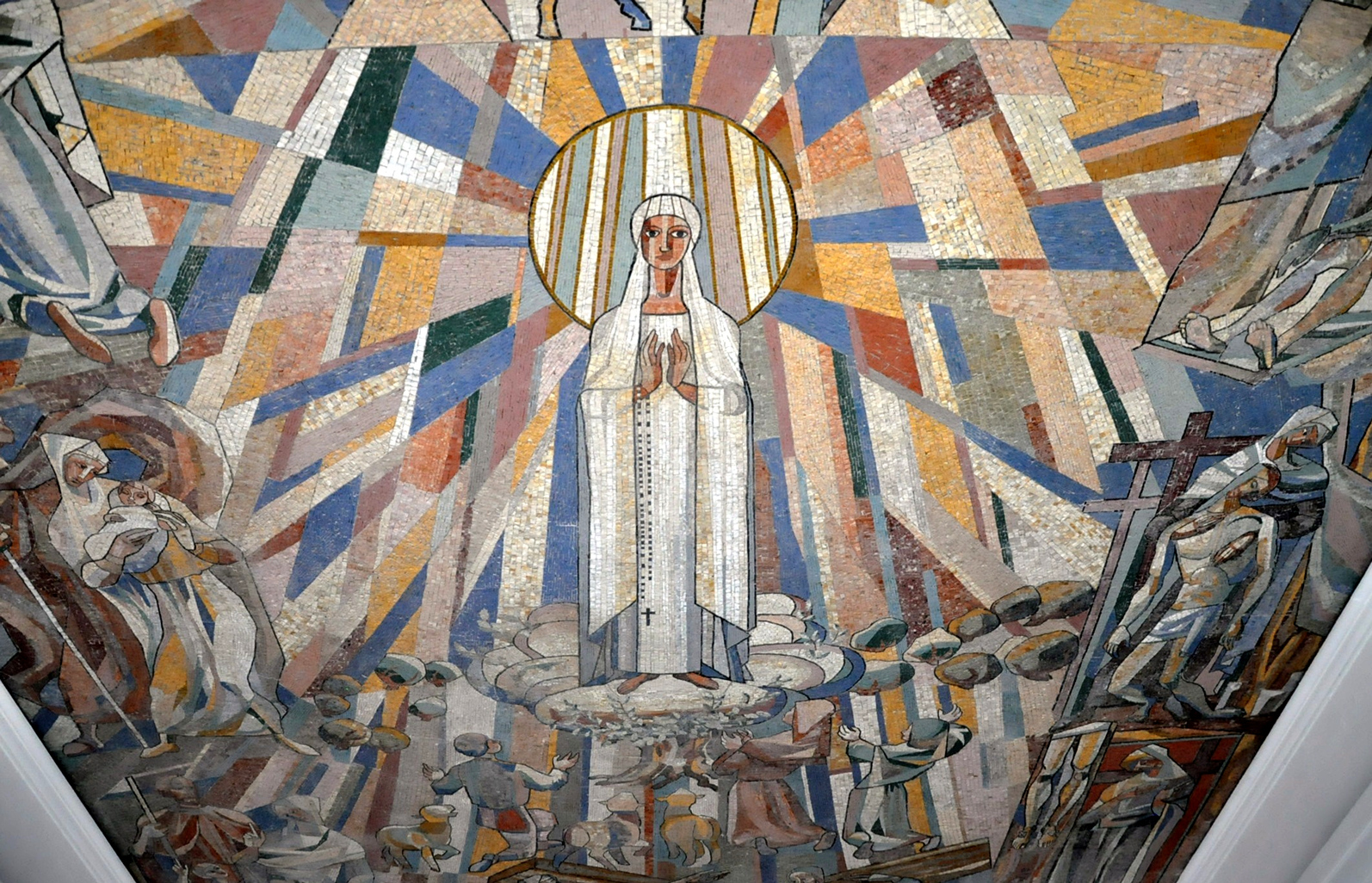
Painel das Sete Dores de Maria no tecto da Capela de Santo Estevão
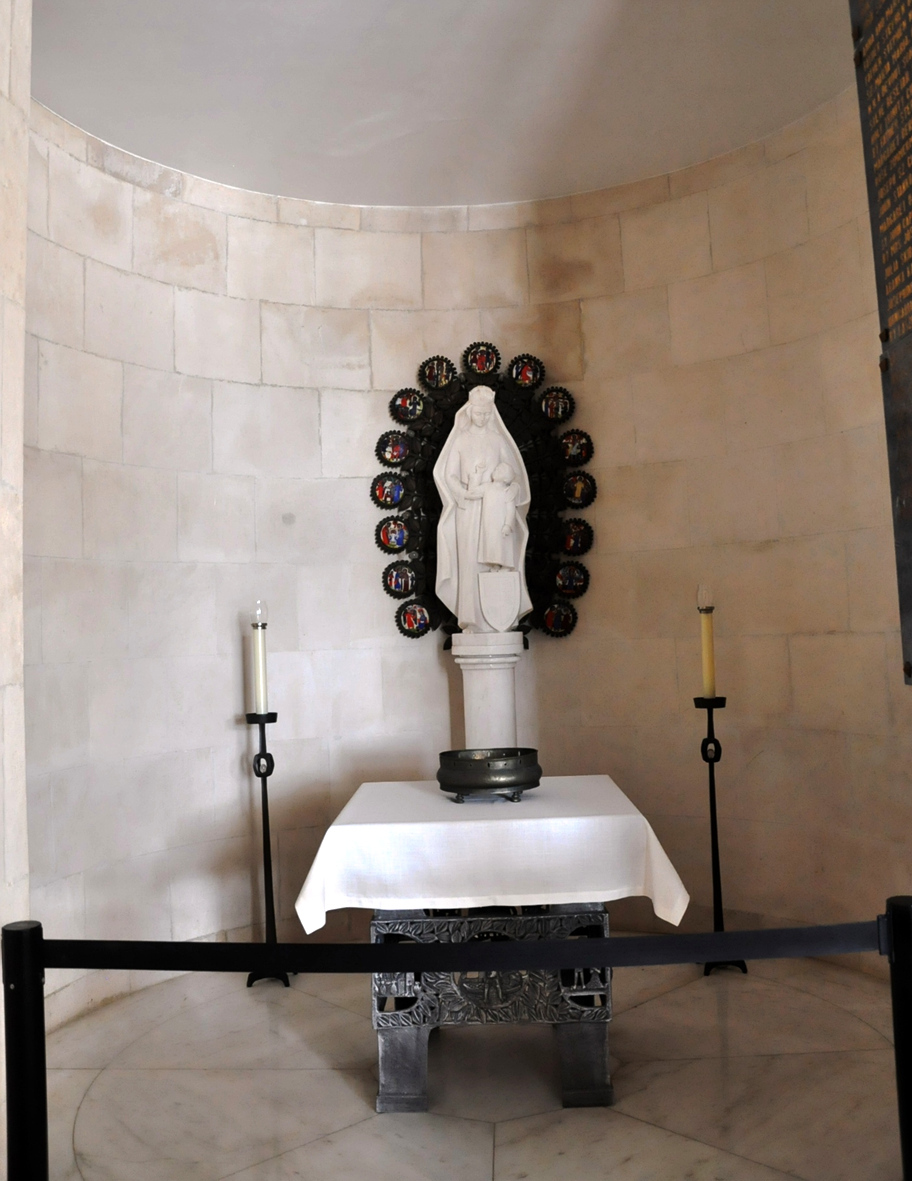
Estátua representativa de de Nossa Senhora Rainha da Hungria com o Menino Jesus
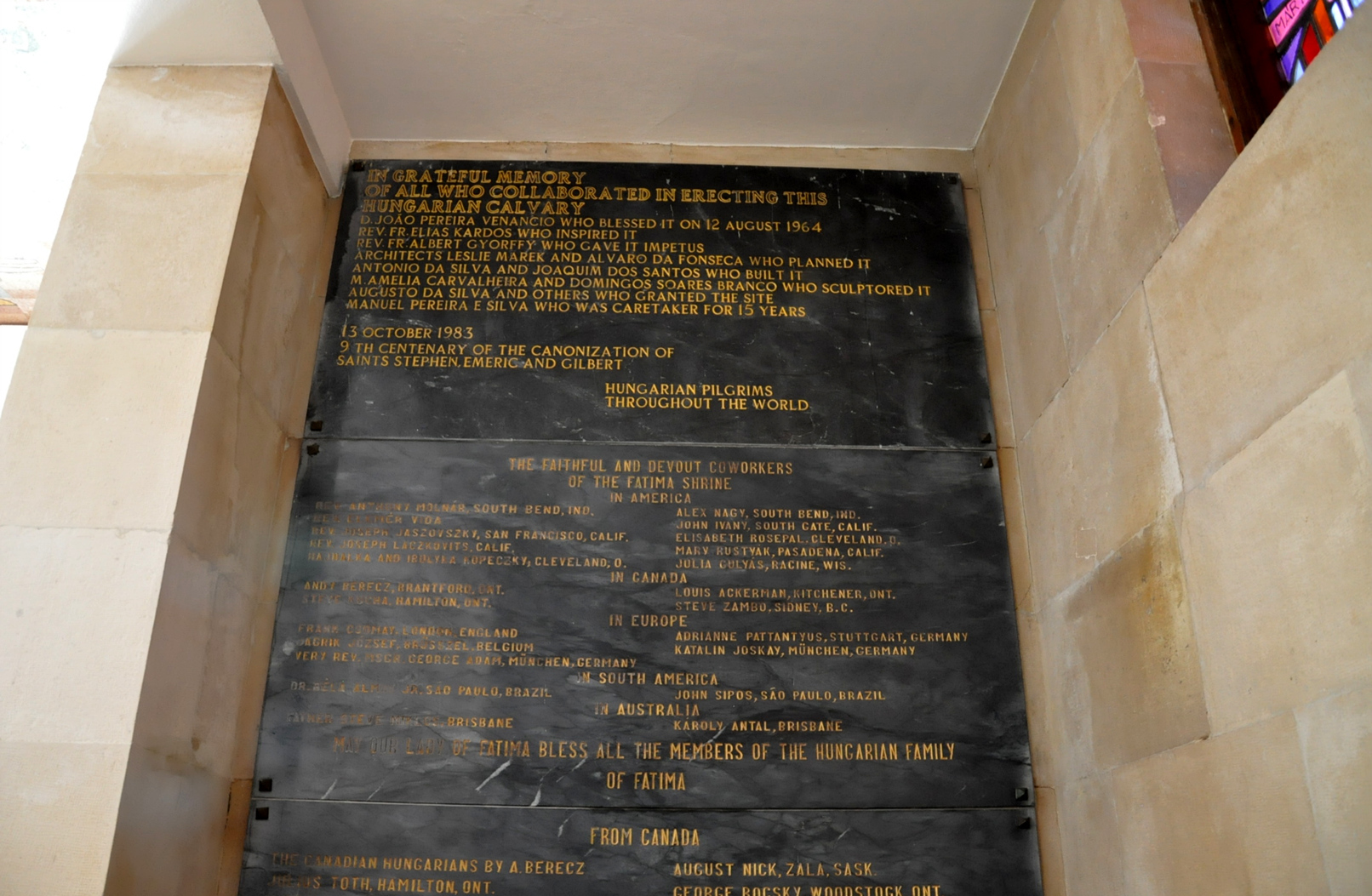
Placas evocativas dos beneméritos da construção da Capela e do Calvário
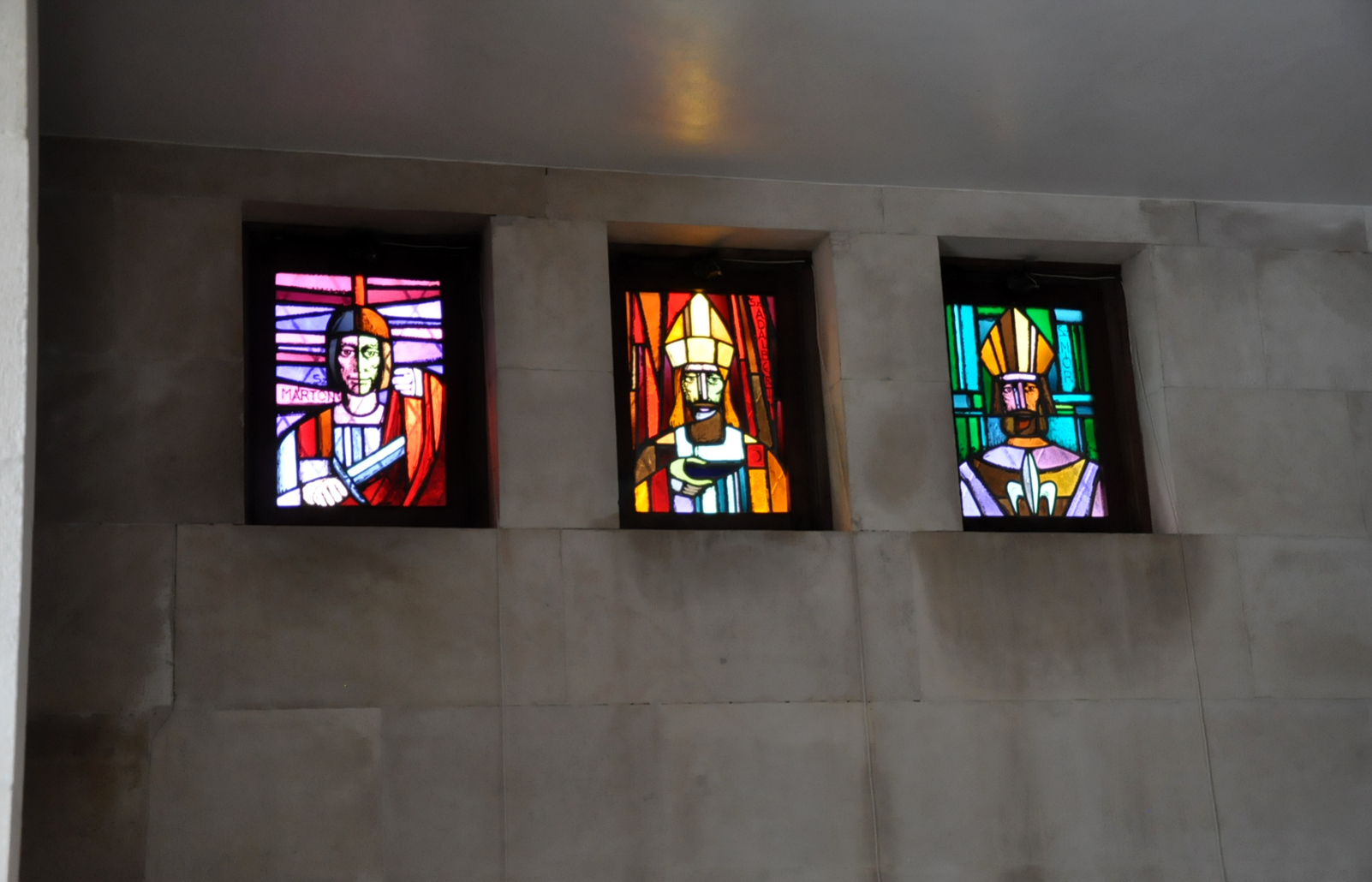
Vitrais da Capela de Santo Estevão

### Loca do Cabeço

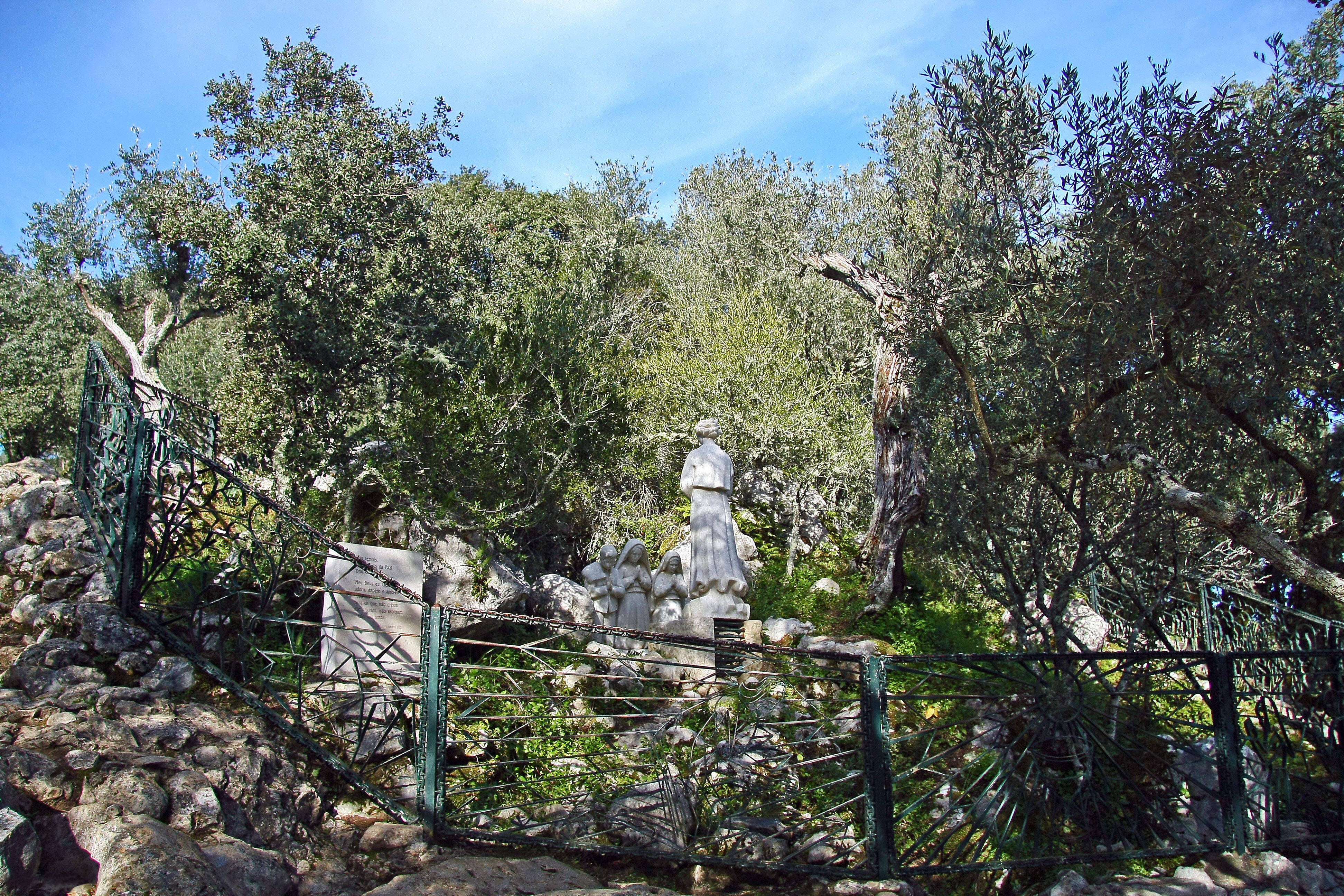
Loca do Cabeço (ou do Anjo da Paz / Anjo de Portugal)
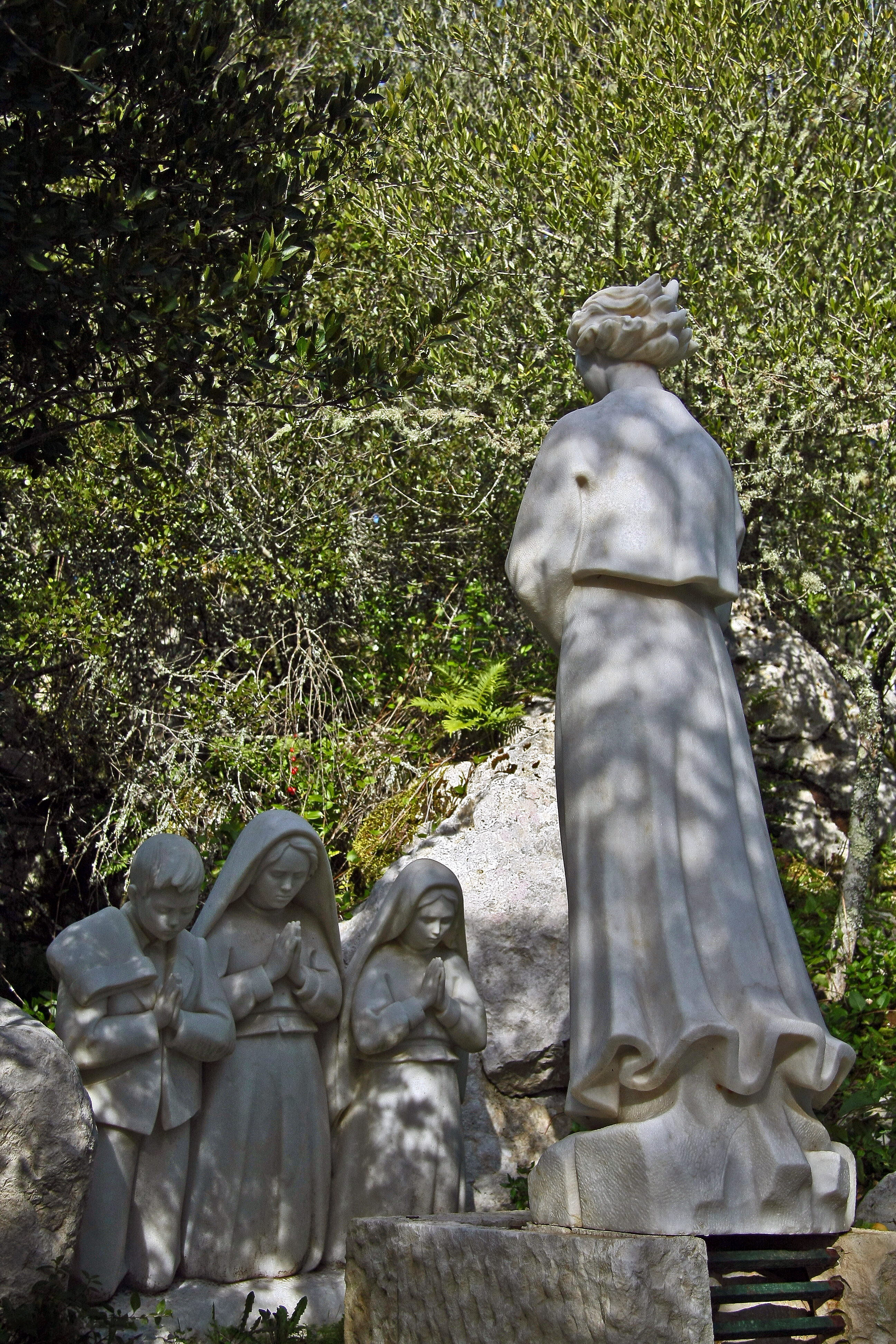
Loca do Anjo de Portugal
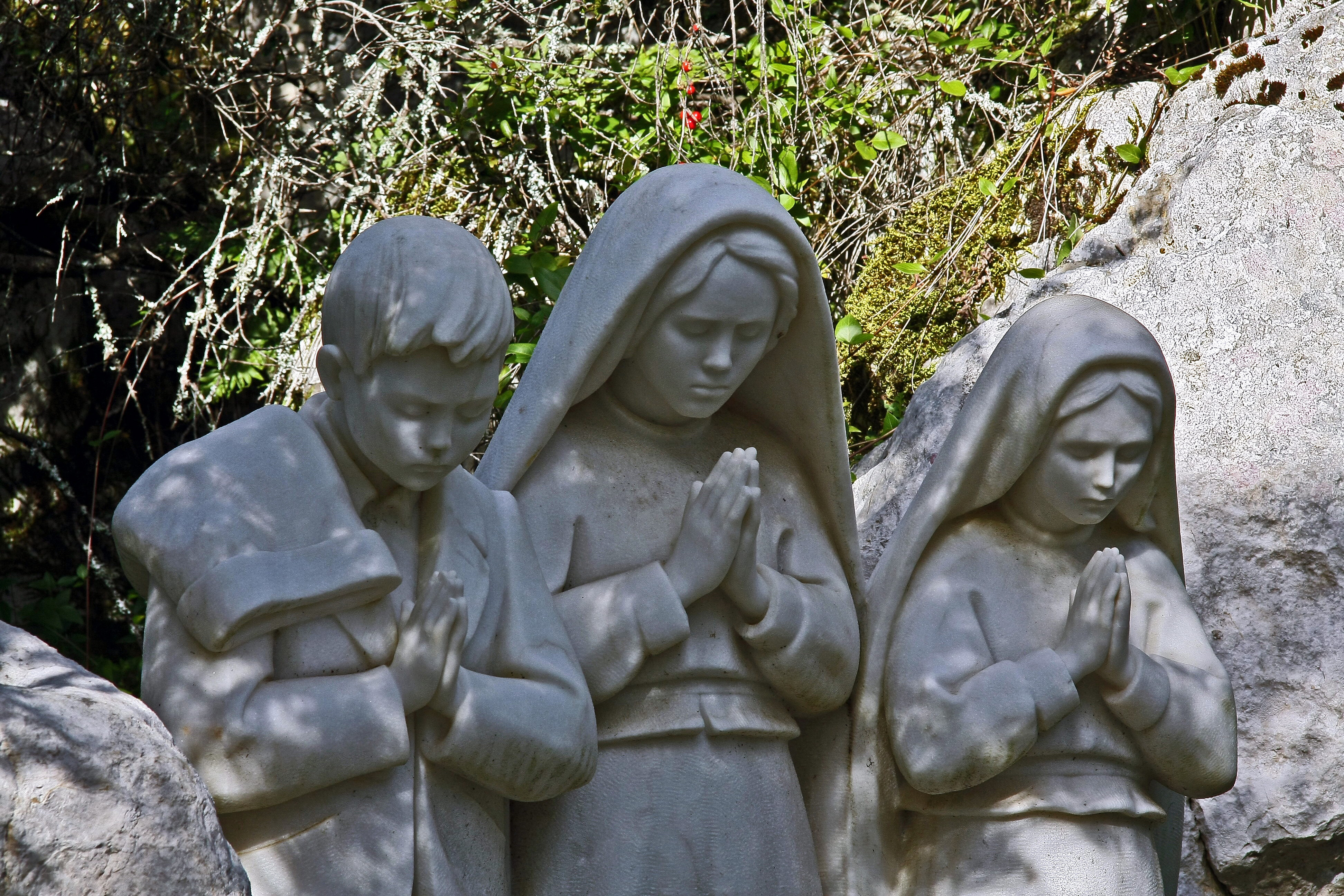
Estátuas dos três pastorinhos de Fátima em atitude de oração
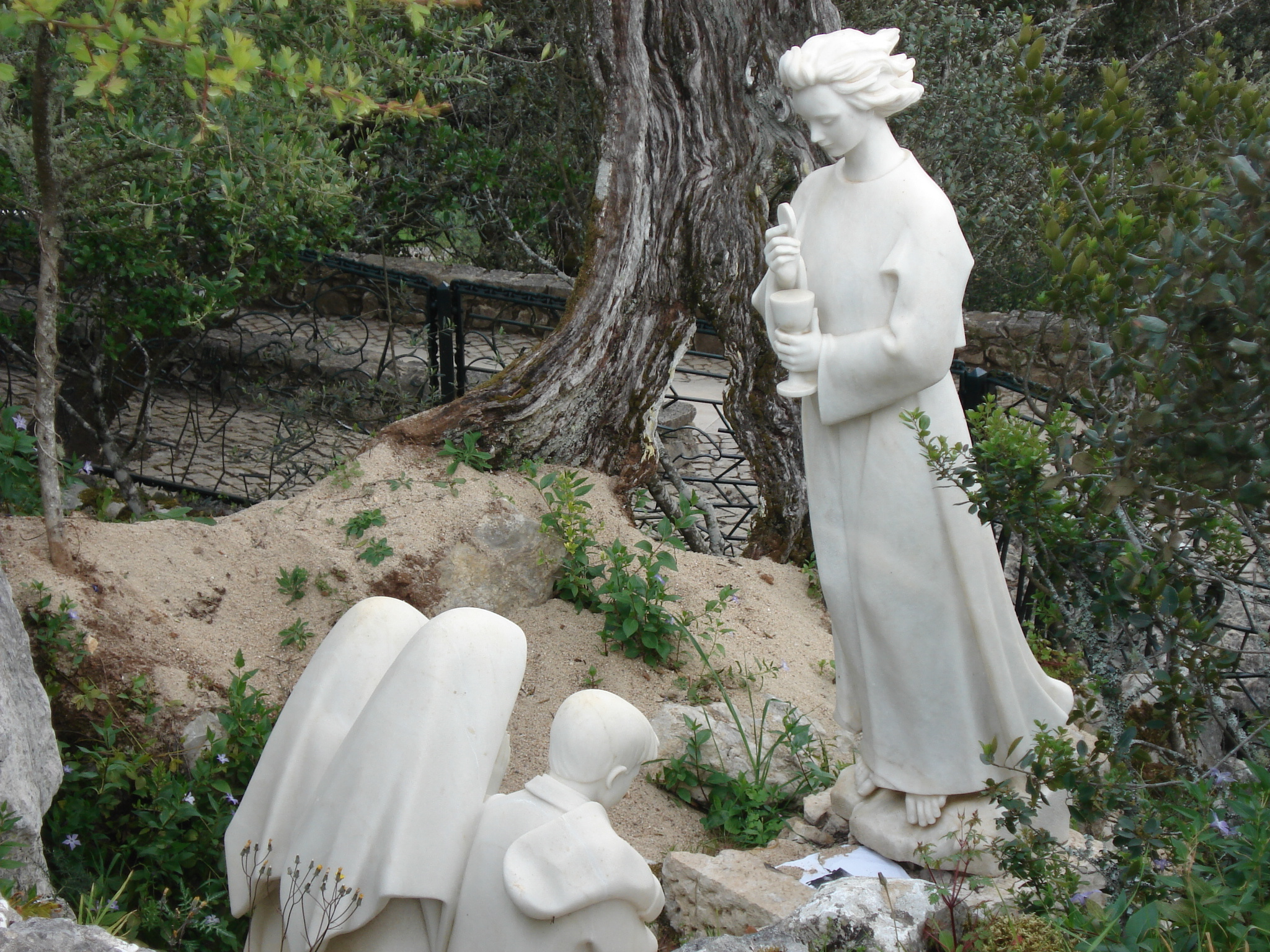
Loca do Cabeço (ou do Anjo da Paz / Anjo de Portugal)